# آناهیتا
آناهیتا، ناهید یا اَرِدْوی سورَ اَناهیتا (Aredvi Sura Anahita) یکی از ایزدبانوان ایرانی-آریایی است. آناهیتا در یشت پنجم اوستا معرفی و ستایش شده است. همچنین اهورامزدا و زرتشت آناهیتا را ستایش کرده‌اند. این ایزدبانو هدایتگر و نگهبان تمام آب‌های جهان است. از آنجا که آناهیتا قدرت بسیاری دارد، فره زرتشت به او سپرده شد تا از آن پاسداری کند. نام (اَردَویسور آناهیتا) از چند بخش مجزا تشکیل شده است؛ اردوی (Arədvī) نام یک رود است که در اوستا آمده و سور (Sūrā) به معنای توانا است؛ بخش آخر نام او، آناهیتا به معنای بی‌آلایش و پاک است. آناهیتا ایزدبانویی است که نطفهٔ مردان و رحم زنان را پاک می‌کند.
از آناهیتا به‌گونه‌ای در اوستا سخن به میان آمده که گویی مجسمه‌های معبد او را توصیف کرده‌اند: «زیبا، شکوهمند، خوش‌اندام، فرهمند، کمربند بر میان بسته، دارای موزه‌هایی تا قوزک پایش با بندهای زرین، همه آراسته، درخشان و با بالاپوشی پوشیده، آراسته، پرچین و زرین، سپیدبازو، آراسته به زیورهای زیبا از جمله گوشواره‌های چهارگوش زرین و گردنبند پَنام زرین، گردن زیبا و مقدس، تاج زرین هشت‌پر بر سر، آراسته به گوهرهایی همچون ستارگان درخشان، روشنایی دارای همه گونه آسانی، آراسته به صد ستارهٔ زرین هشت‌پاره، گردونه شکل، آراسته با نوارها، زیبا، دارای پنبری برجسته، نیکو ساخته، پوشانده در جامه‌هایی ببرین.»
آناهیتا تنها متعلق به داخل مرزهای ایران نیست؛ او خارج از مرزها پرستندگانی داشت که به او قربانیانی اهدا می‌کردند؛ نام او را بر روی شهرهایشان می‌گذاشتند و معابدی برای او می‌ساختند. در ارمنستان آناهیتا را «بانوی پرشکوه، مادر همهٔ دانش‌ها، دختر اورمزد بزرگ و نیرومند» می‌خواندند و برای او احترام بسیاری قائل بودند. آیین پرستش آناهیتا پس از رسیدن به دیگر کشورها از جمله بابل بسیار دگرگون شد، تا جایی که از آیین اصلی قابل‌تشخیص نبود. او را همپایهٔ سرسوتی، بانوی آب و ایشتار و خدای جنگ، زیبایی، عشق، حاصل‌خیزی خاک و… می‌دانستند. این الهه شباهت‌هایی با آناهیتا داشت، اما زنایی که در معبد او صورت می‌گرفت، در آیین آناهیتا جایی نداشت. آناهیتا دوستدار پاکدامنی بود و در طول تمام تاریخ خود باکره ماند. الهه‌ای دیگر که همپایهٔ آناهیتا دانسته شده آفرودیته است. آفرودیته طی نبردهایی که ایرانیان با رومیان و یونانیان داشتند با آناهیتا مقایسه شد. البته که این ایزدبانو نیز از جنبهٔ پاکدامنی و حیا با آناهیتا قابل‌مقایسه نیست.
مردم از دوران اساطیری آناهیتا را می‌پرستیدند و قربانیانی به او اهدا می‌کردند. البته اهدای قربانی تنها شرط رسیدن به خواسته‌ها نبود، بلکه اهداکنندگان می‌بایست انسان‌های پاک‌سرشتی می‌بودند. در طول تاریخ کسانی چون جم، گشتاسب، فریدون، جمشید، کیکاووس و… قربانیانی به آناهیتا اهدا کرده‌اند. اهمیت آناهیتا در دورهٔ هخامنشی، به ویژه در دورهٔ پادشاهی اردشیر دوم، به اوج رسید و او نماد سه نیروی روحانی، ارتش‌داری و تولید شد. همچنین اردشیر معابدی برای اودر شهرهای همدان، شوش و … بنا کرد. آناهیتا در دوران‌های سلوکی و اشکانی نیز دارای اهمیت بود. همین‌طور پادشاهان ساسانی از جمله اردشیر، شاپور اول، نرسی و خسرو دوم به او بسیار احترام می‌گذاشتند و نقش‌های گوناگونی از او به همراه خود در کتیبه‌ها و سکه‌ها حک کرده‌اند. آناهیتا معابدی در بیشاپور، کنگاور، شوش، هگمتانه، اصطخر، آذربایجان و… دارد.

## مفهوم و پیشینهٔ اسطوره
در قرن ۱۹ میلادی هرآنچه که با واقعیت در تضاد بود را «اسطوره» می‌نامیدند؛ به عبارت دیگر بنابر مسیحیت ابتدایی هرآنچه با انجیل و تورات قابل‌اثبات و توجیه نبود را افسانه و اسطوره می‌نامیدند. اما پژوهش‌های قوم‌شناسان انسان‌ها را واداشت تا به ماهیت این اسطوره‌ها توجه کنند. آنچه باعث پدید آمدن اسطوره‌ها شد، که درواقع بنیان زندگی اجتماعی و فرهنگی مردمان را تشکیل می‌دادند؛ «... این چنین است که آن‌ها متوجه شدند اسطوره واقعی و مقدس است.» به کلامی دیگر، اسطوره تاریخ راستینی است که در سرآغاز زمان روی داده و الگویی برای رفتار انسان فراهم آورده است.» اسطوره از وقایع دوران اولیه و شخصیت‌های مافوق طبیعت تشکیل شده است و همواره دارای هاله‌ای از تقدس است. اساطیری که شکل گرفته، همانند یک داستان واقعی شناخته می‌شوند؛ چرا که در آخر هم به واقعیت‌ها می‌رسد و درواقع از منطق خاصی پیروی می‌کند. درست همین جاست که تفاوت اسطوره و افسانه مشخص می‌شود. باید توجه داشته باشیم که اسطوره حقیقی است اما افسانه، داستان‌های خیالی است که توسط مردم در نسل‌های مختلف نقل شده است؛ پس اسطوره واقعی‌تر و تکرارپذیرتر است.
اسطوره نه تنها برداشت انسان از جهان پیرامون اوست بلکه در رفع نیازهای مادی و روانی او را نیز اثرگذار است. اسطوره در رفع نیازهای اساسی انسان مانند آب، غذا و… بسیار تأثیرگذار بود. انسان نیاز دارد جهان پیرامون خود را بشناسد و درواقع اسطوره چرایی و استدلال همین موضوع است و نوعی بیان فلسفی-تمثیلی است. اسطوره‌ها حتی توجیه‌کننده و تاییدکننده هم هستند، توجیه کنندهٔ نظام طبقاتی که میان جامعه زرتشتی ایران باستان وجود داشت. اساطیر براساس انعکاس ساخت‌های اجتماعی و طبیعی و نسبت به عکس‌العمل‌های روانی انسان پدید آمده است. در اساطیر همهٔ ملت‌ها اجزای طبیعت به چشم می‌خورد، مانند آسمان، خورشید، زمین، کوه، آب، درخت و… که به صورت خدایان برای آن‌ها ظاهر می‌شوند. روابطی که میان انسان و خدایان است، درواقع انعکاس رفتار اجتماعی آن عصر است که این چنین اسطوره شکل گرفته است. این اساطیر همچنین در زندگی اجتماعی انسان‌ها تأثیر گذار بودند؛ مثلاً خدای آسمان هنگامی که جوامع به دامپروری نزدیک می‌شوند جای خود را به خدایی که قدرت بیشتری در این امور دارد می‌دهد و خود نقش خدای پدر را عهده‌دار می‌شود.

## جایگاه و نقش بانوان در ایران باستان
در زمان زرتشت پیغمبر، زنان همانگونه که عادت پیشینیان بود منزلت عالی داشتند، با کمال آزادی و با روی گشاده در میان مردم آمد و شد می‌کردند. صاحب ملک و زمین بودند… پس از داریوش مقام زن مخصوصاً در میان طبقهٔ ثروتمندان تنزل پیدا کرد…

 خانه‌های انسان‌های آغازینی که در ایران زندگی می‌کردند، حفره‌هایی بودند که حفر می‌کردند. در این زندگی، وظیفهٔ خاصی به عهدهٔ زن بود؛ او جز این که نگهبان آتش و مخترع سفال بود، باید چوب دستی به دست می‌گرفت و در کوه‌های اطراف به دنبال ریشه‌های خوراکی می‌رفت. شناسایی این گیاهان و تشخیص این که در چه فصلی از سال رویش دارند خود باعث شد آن‌ها در زمینه‌های مختلف پیشرفت کنند و مردان از این قابلیت برخوردار نبودند؛ و این امر بود که عدم تعادل میان مرد و زن را ایجاد کرد و باعث شد این زن باشد که نسبت به مرد برتری داشته‌باشد. زن قبیله را اداره می‌کند و به روحانیت دست پیدا می‌کند «... و زنجیر اتصال خانواده هم توسط زن ایجاد می‌شود.» و این زن بود که ناقل خون قبیله به حساب می‌آمد و همین تصور از زن میان آریایی‌هایی که وارد ایران شدند هم نفوذ پیدا کرد. در گاهان، زن از دو جهت تعریف شده، یکی به عنوان یکی از دو جنس بشر که نقش مهمی هم دارد و دیگری به عنوان گروندهٔ زرتشتی از دوران کهن. زن نقش مهمی در زندگی اجتماعی انسان داشت؛ ایرانیان گمان می‌کردند اگر زن احترام قابل قبولی در جامعه داشته باشد می‌تواند فرزندان شایسته‌ای تربیت کند و به همین خاطر بود که به زن بسیار احترام می‌گذاشتند و البته رهنمودهای زرتشت هم تأثیرگذار بود. ماکس مولر در این مورد می‌گوید: «هیچ ملت کهنه و نوینی نیست که در آن مقام و منزلت زن به ارجمندی مقام و منزلت زنان ایران باستان رسیده باشد.»

## ارزش و اعتبار آب

### ارزش آب نزد جهانیان
در سراسر جهان مردم احترام ویژه‌ای برای آب قائل هستند. ژاپنی‌ها بارش باران در اولین روز سال را پیشگیری از مالاریا می‌دانند. در چین «پینگ-ئی» ایزد بانوی آب‌ها است. در آیین بودا ریزش آب یک پدیدهٔ جهانی و نشان گذر زندگی است. گروهی از هندی‌ها نیز برای طهارت خود در آب رودخانهٔ گنگ وارد می‌شوند و مراسم خاصی برای بزرگداشت آن دارند. رود نیل، برای مصری‌ها رودی مقدس بود و طغیان آن باعث رونق کار کشاورزان می‌شد و اقتصاد و اجتماع آن‌ها را بهبود می‌بخشید. در یونان بخاطر نقش اساسی که آب در زندگی مردم دارد و حضور مداوم آن، اساطیر مختلفی در رودها و چشمه‌ها جاری است. مورخان یونانی آناهیتا اوستا، را آناییتیس گفته‌اند و معمولاً او را آرتمیس الههٔ پاکدامنی می‌دانند. مورخان بیزانس و رم هم آناهیتا را دیانا می‌دانند؛ از ایران تاحدود آسیای صغیر و حتی در سارد، پایتخت لیدی، مورخان معابدی را شناسایی کردند که متعلق به او است. ناهید در ارمنستان هم پیروانی داشته است و ایزد مهر، ناهید و بهرام هم در ایالت اکیلیزن. اگاتانگلوس مورخی در قرن ۴ میلادی بود که می‌گفت معبدی همانند معبد شوش در شهر ارز بوده که مجسمه‌ای از طلا مربوط به ناهید در آن قرار داشته است و با ظهور مسیحیت به مرور معابد هم به کلیسا تبدیل گشت. البته مقدم در کتاب خود می‌گوید مسیحیان هم برای پیروی از آناهیتا و احترام به او پرستشگاه‌های خود را مریم عذرا نامیدند.

### ارزش آب نزد ایرانیان
ایرانیان نیز از گذشته‌های دور آب را موجودی مقدس می‌دانستند و حتی پس از گذشت چند صد سال همچنان اعتقادات خود را حفظ کرده‌اند و پشت سر مسافر برای سلامتی و بازگشتش آب می‌ریزند. در اوستا آب، به صورت «آپی» و در پلوی هم «آپ» گفته می‌شود. در اساطیر ایرانی، آب دومین مخلوق جهان است که توسط اهورا مزدا آفریده شد و از جنوب البرز به تمام زمین راه یافت. ایرانیان پیش از زرتشت نیز به پاکی آب توجه داشتند و با آمدن زرتشت که پاکی و دور نگه داشتن آب از پلیدی جزء ارکان مهم آموزه‌های وی بود، ارادت مردم نسبت به ایزد آب «اردویسور آناهیتا» بیشتر شد. آب، باد، آتش و خاک در ادبیات و اعتقادات مردم دارای اهمیت بسیاری است؛ آب در بین این عناصر باعث خلق آثار بسیاری شده است.

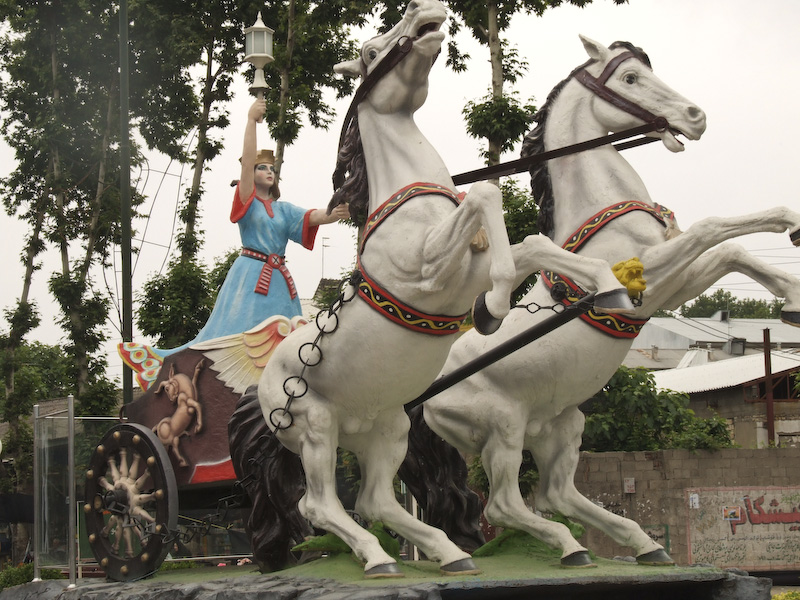
مجسمهٔ آناهیتا در شهر فومن

هرودوت دربارهٔ اهمیت آب در بین مردم ایران زمین می‌گوید: 
| « | ایرانیان در میان رود بول نمی‌کنند، در آب تفو نمی‌اندازند. در آن دست نمی‌شویند و متحمل هم نمی‌شوند که دیگری آن را به کثافتی آلوده کند. آن‌ها احترامات بسیاری از آب منظور می‌دانند. | » |

استرابون نیز می‌گوید ایرانیان هنگامی که قصد فدیه برای آب را دارند، در کنار جویبارها حفره‌ای حفر می‌کنند و بسیار دقت می‌کنند که آب به وسیلهٔ خون آلوده نشود و گوشت را بر شاخه‌ای قرار می‌دهند و مردان به وسیلهٔ چوب‌های مقدس در حین خواندن عبارات مقدس آن را لمس می‌کنند. پس از این مراسم شیر و عسل روی زمین می‌ریزند و مراسم به پایان می‌رسد.
استرابون می‌گوید، ایرانیان هنگام پرستش آناهیتا این جملات را تکرار می‌کردند:
«می‌ستایم آب را که آفریده اهورا مزدا است.
و میستاییم همه آب‌های پاک را که داده اهورا مزدا است.
ستایشگرم آب پاک سود رسان زندگی‌ساز را، ستایشگرم آن اردویسور اناهیته را، آن نگهبان شایسته آب‌های نیالوده گیتی را.
همه آب‌های ناآلود و پاک که از ابرها سرازیر شده و بر سینه زمین همچون رودها، چشمه‌سارها، دریاها و دریاچه‌ها آرام یافته‌اند.
آرام در زمین‌های هفت کشور و می‌پیمایند زندگی بالنده را.»
ایرانیان معابد بسیاری از جمله معبد کنگاور و بیشابور را به ایزد آناهیتا تقدیم کردند. آن‌ها آبان ماه، ماه هشتم هر سال شمسی را به این ایزد نگهبان آب تقدیم کرده‌اند.

## ریشهٔ نام
نام کامل فرشتهٔ آب به پهلوی «اردویسور آناهیتا» (ardwisarā Anāhitā) است که در زبان اوستایی (Arədvī-Sūrā Anāhitā) و در زبان ارمنی «آناهیت» گفته می‌شود. اردوی از ارد گرفته شده که به معنای بالا برآمدن، منبسط شدن و بالیدن است؛ البته اردوی به نام رودی نیز اشاره می‌کند که بسیار طولانی است و از کوه البرز به دریای فراخ‌کرت می‌ریزد. این رود در زمستان و تابستان به یک شکل است و هزاران دریا و رود دیگر از آن سرچشمه می‌گیرند. برای پیمودن هر یک از این رودها سواری به چهل روز نیاز دارد. بخش دوم آن سور به معنای توانا است. واژهٔ آناهیتا «An-āhita» به معنای پاک و بی‌آلایش است و خود از دو بخش تشکیل شده. بخش اول آن (an) به معنای «نا» (پیشوند نفی) و بخش دوم هیتا «āhita» به معنای آلوده و ناپاک است و در زبان اوستایی نیز همین معنی را می‌دهد. بارتلمه بخش آهیتا «āhita» را صفت مفعولی و asto یا asito را نیز صورت هندواروپایی آن می‌داند. او معتقد است āhog (آهو) صورت فارسی آن است که به معنای عیب است. گرشویچ، فعل مضارع ynt که به زبان سغدی yn می‌شود را به معنای آلودن می‌داند؛ او معتقد است «āhita» در اوستا و yn در زبان سغدی هر دو از یک ریشه هستند. تعدادی از مورخان «āhita» را با asita مقایسه کرده‌اند. asita واژه‌ای است در سنسکریت به معنای سیاه رنگ و خاکستری رنگ. اوتینگر می‌گوید asita از دو جزء تشکیل شده است؛ as و ta، که از گونهٔ هند و اروپایی است و از طریق مقایسه با واژهٔ یونانی لجن رودخانه و گل معنی می‌دهد. وی معتقد است هر دو واژه در اصل هند و اروپایی h-nsi هستند. مایرهوفر و اوتینگر معتقداند asita به مرور به «āhita» تبدیل شده است؛ به نظر نویسنده این دو واژه در اوستا هم ریشه‌اند اما از نظر ساختار متفاوت هستند.

رُخَج یکی از ساتراپی‌های شرقی شاهنشاهی هخامنشی است. (حدود ۳۰۰ ق. م)

 وی این چنین بیان می‌کند: 
| « | احتمالاً ایرانیان از طریق مصوت a لفظ ahi را به یک ریشه فعلی در معنی «آلودن و ناپاک کردن» و شاید در اصل «تیره و کدر کردن» تبدیل کردند و با افزودن ta از آن صفت مفعولی ساخته‌اند. | » |

گروهی معتقدند آناهیتا همتای ایزدبانو سَرسوَتی، متعلق به آیین ودایی، است و اردوی را نیز صفت سرسوتی می‌دانند که به رودخانه‌ای کوچک در پنجاب هند اشاره دارد و در ایران به صورت هَرَخوَتی درآمده. این ناحیه در افغانستان قرار دارد و دارای رودخانه‌ها و دریاچه‌های زیادی است. پس از مدتی سرسوتی جای خود را به اردوی و سوره داد. او در ابتدا تنها بر رودخانهٔ اردوی سروری داشته است اما به مرور زمان بر همهٔ آب‌ها سروری می‌یابد و بنابر آنچه در بندهش ذکر شده، پدر و مادر آب‌ها می‌شود و حتی از اپام نپات هم اعتبار بیشتری می‌یابد و شخصیت اپام نپات در شخصیت او تحلیل می‌رود.

## ناهید در آبان‌یشت
اوستا کتاب کهن زرتشتیان، بخشی از فرهنگ، زبان، ادب و مستندات اسطوره‌ای ایرانی را دربردارد. بخشی از اوستا یشت‌ها نام دارد که خدایان، موجودات افسانه‌ای و قهرمانان در این قسمت توضیح داده‌شده‌اند؛ مثلاً یشت پنجم که آبان‌یشت نام دارد؛ شامل ۳۰ کرده و ۱۳۲ بند است که به «ستایش سرود ناهید» نیز معروف است. بنابر اعتقادات زرتشتیان، خواندن این فصل از کتاب در کنار جوی آب یا چشمه‌ای ثواب دارد؛ زیرا او سرچشمهٔ آب‌های جهان است. نثار به آب یا همان «آب زوهر» بخشی از مراسم یسنه ۶۵ است که پس از دعای یسنه اجرا می‌شود. در آبان‌یشت نزول ناهید بر زمین این چنین توصیف شده است: «ای زرتشت! اردوی‌سور ناهید از آن (کره) ستارگان به سوی زمین آفریدهٔ اهورا مزدا فرود آمد و این چنین گفت اردوی‌سور ناهید.»
واژهٔ یشت به معنای ستایش، پرستش و نیایش است. از جهت تفضیل سومین یشت پس از فروردین یشت و مهریشت به حساب می‌آید. نام قدیمی آن «اردوی سوره آناهیته» بوده و سپس به آبان‌یشت تبدیل شده است. آبان به معنای «آب‌ها» است.
- بندهای ۱ تا ۱۵ آبان‌یشت به توصیف، مدح و ثنای ایزدبانو آناهیتا پرداخته است؛
- بندهای ۲۱ تا ۸۳ درمورد شاهان اساطیری پیش از زرتشت و ستایش ناهید توسط آنها تدوین شده است؛
- بندهای ۸۴ تا ۹۶ مجدداً به مدح و ستایش آناهیتا پرداخته است؛
- بند ۹۷ تا ۱۱۸ دربارهٔ نامداران معاصر زرتشت و ستایش ناهید توسط آنها است؛
- بند ۱۱۹ تا ۱۳۳ در رابطه با درخواست یاری، توصیف و تعریف آناهیتا است. محققان معتقدند این قسمت، پیش‌نمونه‌ای از اشعار عاشقانهٔ ایزدبانوان باستانی است که آناهیتا یکی از آنهاست. در جامعهٔ گذشته که مادرسالاری حکم‌فرما بوده است، مردان اشعاری را برای زنان حاکم بر قبیله یا ایزدان می‌سرودند که به گفتهٔ آنها، بعداً همان اشعار تبدیل به ادبیات غنایی شد.[۳۴]

### خصوصیات ناهید در آبان‌یشت

#### بالندگی و فزایندگی
نام اصلی ایزدبانو، آناهیتا «اردوی» است که در تمام اوستا با صفت سورا و آناهیتا توصیف می‌شود. این نام به رودخانه‌ای اسطوره‌ای اطلاق می‌شود و خود به معنای فزاینده و بالنده است. نام مزبور ۷۱ بار در متن آبان‌یشت آمده و در بعضی از بندها دو بار ذکر شده است. به مرور زمان، اردوی حذف شد و جای خود را به صفت آناهیتا داد. او به تدریج موکل بر تمام آب‌های روی زمین شد. آب نزد زرتشتیان بسیار ارزشمند و در بالندگی و فزایندگی مخلوقات مؤثر بوده است. آناهیتا فزایندهٔ دارایی، خانه، قبیله، جان، گیتی، کشور و سرزمین است و در بند ۶ آبان‌یشت، اهورا مزدا تأکید می‌کند که ناهید را برای گسترش سرزمین، قبیله، نگهداری و نگهبانی آفریده است.

#### نیرومندی
یکی از مهم‌ترین صفات ناهید که همیشه جزئی از نام او نیز بوده، «سورا» به معنی نیرومند است. با این صفت نشان اهورایی خود و نیرومندی‌اش در مبارزه با دیوان را به نمایش می‌گذارد. این صفت در کنار آناهیتا ۷۱ بار در آبان‌یشت تکرار شده است و می‌توان گفت به خاطر همین صفت است که مردمان از او طلب می‌کنند که در برابر دشمنانشان یاری‌شان کند. کسانی که نقص و ضعفی در اندام خود دارند، آفریده‌های اهریمن خوانده شده‌اند و به همین خاطر کوران، کران، کوتوله‌ها، نادانان، دیوانگان و گوژپشت‌ها از حمایت آناهیتا بی‌بهره‌اند. به عبارت دیگر نیرومندی ناهید می‌تواند جلوهٔ کمال یک زن ایرانی باشد. ناهید بر تمام دشمنان، دیوان، مردمان، پریان، فرمانروایان ستمگر، کرب‌ها، کوی‌ها، دشمنان دیرین، ضحاک، افراسیاب و… با همین صفت پیروز می‌شود. او در شمایل دختری گردونه‌ران لگام گردونه خود را به دست می‌گیرد و آن را سریع‌تر از دیگران می‌راند. گردونهٔ او چهار اسب، باد، باران، ابر و تگرگ دارد که هم‌رنگ، هم‌نژاد، بلند و چیره‌شونده بر بدی‌ها هستند. او به حدی نیرومند بود که فره‌زرتشت را به او سپردند. شاهان در ادوار مختلف مراسم تاجگذاری خود را در معابد او برپا می‌کردند.

#### پاکی
یکی از صفات ناهید که در واقع دلالت بر اسمش دارد، «آناهیتا» به معنی پاک است. این صفت بسیار پرکاربرد است و در کنار اسم اردوی و صفت سورا ۷۱ بار در آبان‌یشت ذکر شده است. این صفت پیش از آن صفتی بود برای «اردوی»، اما به دلیل اهمیتِ پاکی، نام «ناهید» جانشین اردوی شد. این نام به صورت متفاوتی در منابع ذکر شده است؛ مانند «آناهید، ناهید، آناهیتا و اناهیته». معین در این رابطه می‌گوید: «در اشعار گذشتگان بسیار به نام ناهید برمی‌خوریم که ناهید، ناهده، ناهیده و ناهی از آن نمونه‌اند و به معنای دختر بالغ است». مولایی می‌گوید: «این واژه در کنار «سوره» صفتی بود برای اردوی و از نظر لغوی به معنی پاک، پاکیزه، نیالوده و بی‌آلایش است». در سراسر اوستا نیز به این ویژگی ناهید به صورت «پاک کننده نطفه مردان و مشمهٔ همه زنان برای زایش، بهترین هستی پاکان، پاک ستوده شده، پالایندهٔ آب‌ها» اشاره شده است.
مزداپور معتقد است آناهیتا نماد آب‌های جهان است و آب همانند زمین از گذشته مقدس بوده است و اصلاح آن را واجب می‌شمردند. ایرانیان باستان، عناصر مفید و سودمند را بسیار مورد پرستش قرار می‌دادند و برای آن‌ها نگهبانانی در نظر می‌گرفتند و آب یکی از همان عناصر مقدس بوده است. ایزدان نگهبان آب با نام‌های آبان، اردویسور آب، اردویسور آناهیتا و ناهید آمده است؛ اَپَم نَپات یا بُرزایزد یا آبان ناف مأمور پخش آب بوده‌اند و از یاران ناهید، امشاسپند خرداد، سرور آب‌ها بوده است. این صفت ناهید که نشان از پاکی است پرستیدگان را ملزم می‌دارد که از ناپاکی دوری کنند و از آلودگی آب بپرهیزند؛ همچنین آن‌ها را ملزم می‌ساخت از آتشکده‌ها و پیکرهای ساخته شده ناهید مراقبت کنند تا دچار آلودگی نشود و به همین خاطر معابد او جای پرهیزکاری است. در گذشته گاهی اتفاق می‌افتاد که زنان برجسته را برای زندگانی پاک به این معابد می‌فرستادند. خاتون زن خاقان ترک یا معشوقهٔ کوروش دوم هخامنشی از جمله افرادی هستند که به معبد ناهید فرستاده شدند.

#### زیبایی و آراستگی
«زیبا، شکوهمند، خوش‌اندام، فره‌مند، کمربند بر میان بسته، دارای موزه‌هایی که تا قوزک پایش را پوشانیده است با بندهای زرین، همه آراسته، درخشان و با بالاپوشی پوشیده. آراسته، پرچین و زرین، سپید بازو، آراسته به زیورهای زیبا از جمله گوشواره‌های ۴ گوش زرین و گردنبند پَنام زرین، گردن زیبا و مقدس، تاج زرین هشت پر بر سر، آراسته به گوهرهایی همچون ستارگان درخشان، روشنایی دارای همه گونه آسانی، آراسته به ۱۰۰ ستارهٔ زرین هشت پاره، گردونه شکل، آراسته با نوارها، زیبا، دارای پنبری برجسته، نیکو ساخته، پوشانده در جامه‌هایی ببرین."

صفات بسیاری در بیان زیبایی و آراستگی ناهید در آبان‌یشت ذکر شده است و جزئیات او به صورت کامل بیان شده تا جایی که به کفش‌های وی و بندهایش اشاره شده است و با شرح این جزئیات گویی او را از روی پیکره‌اش در معابد مختلف توصیف کرده‌اند. فره‌فروشی در این مورد این چنین می‌گوید: «می‌دانیم پیکره‌های بزرگ و کوچک از این ایزدبانو در نیایشگاه‌های آناهیت برپا بوده است، دور نیست که بخشی از این سرود اوستایی (آبان‌یشت) واقعاً در توصیف پیکره‌هایی باشد که در شهرهای مختلف دیده است.» بسیاری از تندیس‌های ناهید به شکل‌های گوناگون با لباس و آرایش محلی تزیین شده است و مردمان هر دیار براساس چهره مطلوب و آرزو شده مردم از او تندیس‌هایی ساخته‌اند.

#### آزادگی
اهورا مزدا بیان داشته که خودش ناهید را آفریده و دلیل این آفرینش را شرح می‌دهد. او در خصوص آفرینش ناهید در بند ۶ آبان‌یشت می‌گوید او با حرکت زبان به وجود آمده و این مطلب نشان از این است که روح اهورا مزدا در ناهید دمیده شده است. ناهید همانند سپندارمذ، مادر همهٔ دانش‌ها گفته شده است. اهورا مزدا همچنین بیان می‌کند که ناهید نژاده، پاک و لایق پرستش است. احتمالاً نژادگی او با پاکی ذاتی آب ارتباط داشته‌باشد و از آن جایی که وجود اهورا مزدا برپایهٔ راستی است پس همهٔ وابستگان او نیز باید طبق راستی باشند. «اهورا کیش» یکی از صفات ناهید است و در جهان زرتشتی نیز یکی از اعمال او گسترش صفات اهورایی در برابر صفات اهریمنی است. به این خاطر است که در داستان‌های عامیانه‌ای که پیرامون نیکوکاری پریان شکل گرفته، ناهید اهمیت ویژه‌ای دارد.

#### بخشندگی و باروری
وظیفهٔ هدایت و نگهبانی تمام آب‌های جهان به عهدهٔ ناهید است، و آب نیز از آن جهت که منشأ زندگی است، می‌تواند نماد پدیده‌های فراوانی باشد. کوپر بیان می‌کند که آب نماد همهٔ مخلوقات، منشأ هستی، گور مخلوقات عالم، مادر کبیر، تولد اصل مؤنث، زاهدان عالم، تجزیه نشده، شکل مادهٔ نخست، نیروبخشی چشمهٔ حیات، ایستایی و مرگ، احیاکنندهٔ زندگی تازه، حلال، برازنده، پاک‌کننده، متضاد با خشکی، ایستایی و مرگ و مرگ زندگی کهنه است. آب به صورت باران، نشان از باروری دارد و به صورت شبنم موهبت و رحمت الهی است. ناهید در هیبت یک رود اسطوره‌ای نماد تمام آب‌های روی زمین است. او از کوه هوکر به صورت شبانه‌روزی و در تمام فصل‌ها سرچشمه می‌گیرد و از دریای فراخ‌کرت تغذیه می‌کند؛ این دریا به همین سبب به حرکت درمی‌آید و رودهای دیگر را نیز به حرکت درمی‌آورد و در نهایت هفت اقلیم آبیاری می‌شود. ناهید در بلندترین قسمت آسمان و در کنار هر یک از رودخانه‌ها، خانه‌ای دارد که صد پنجره، هزار ستون، صد هزار تیر سوار، به همراه تخت، بالش زیبا و خوش‌بو در آن خانه جای دارد. ناهید از آسمان به دستور اورمزد باران، برف و تگرگ می‌فرستد. البته در ایران باستان، به ویژه در زمان ساسانیان، کنار هر یک از درهای پرستشگاه‌های ناهید، کارگاه‌های سفال‌سازی وجود داشت که تندیس ناهید در آنها ساخته می‌شد، و مردم این تندیس‌ها را می‌خریدند و به خانه می‌بردند تا موجب برکت شود. تندیس‌های مزبور در مناطق مختلفی از جمله بابل، شوش، همدان، کاپادوکیه، پارس، بلخ، سارد، دمشق و… ساخته می‌شد.

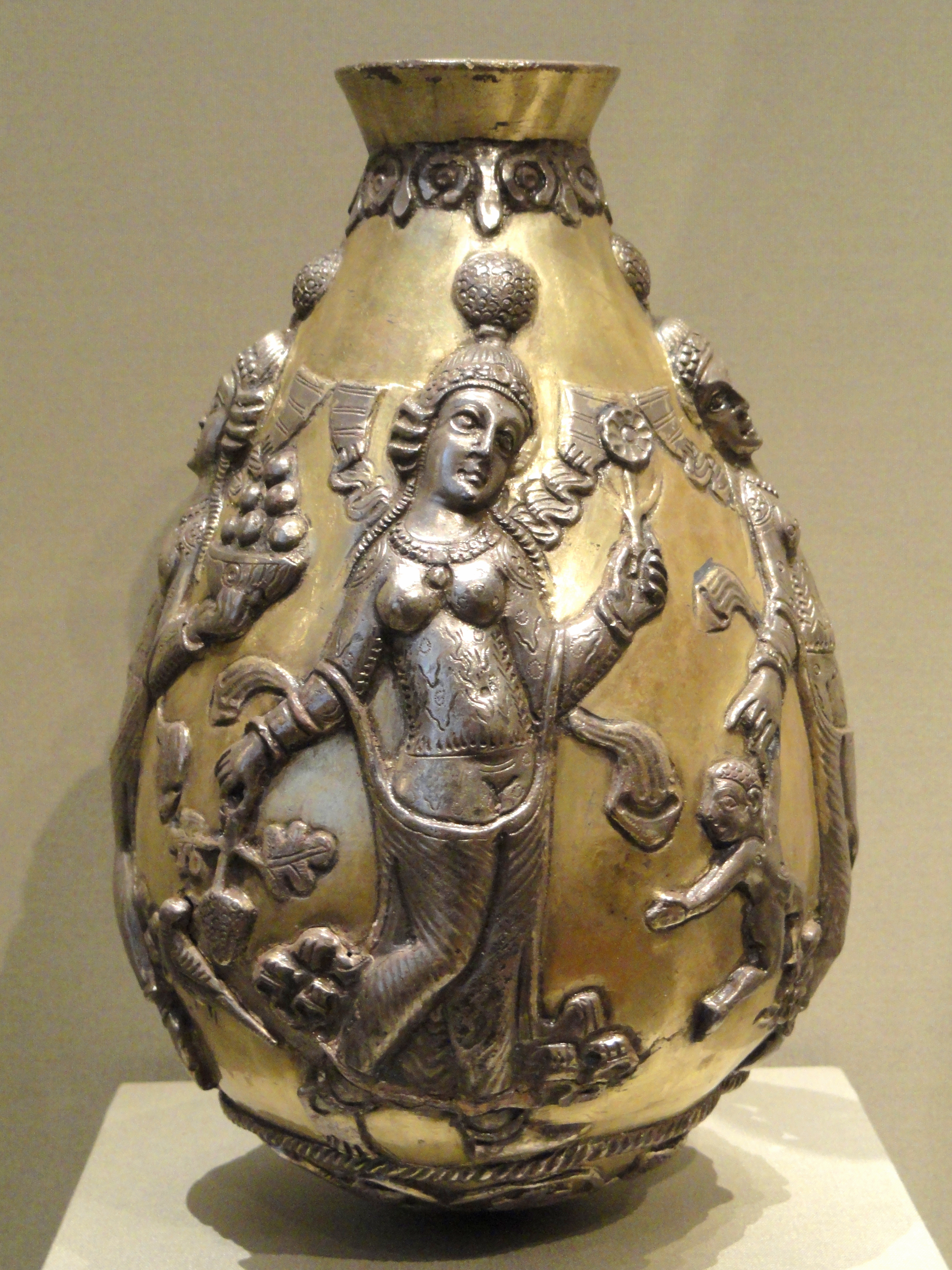
تصویر آناهیتا حک شده بر ظرف نقره‌ای، مربوط به قرن ۴–۶ م. (درحال حاضر در موزهٔ هنر کلیولند نگهداری می‌شود)

#### عشق و مادری
ناهید در میان ایزدان بسیاری درصدر قرار دارد؛ زیرا او توسط اهورا مزدا و زرتشت ستایش می‌شود. در آبان‌یشت به وظیفهٔ او برای دفاع از زنان و دختران اشاره شده است. ناهید مشمهٔ زنان را برای ستایش پاک می‌کند، به همهٔ زنان زایش آسان و شیر می‌دهد، به فریدون کمک می‌کند که شهرناز و ارنواز را از اسارت اژی‌دهاک رهایی بخشد، به دختران دم‌بخت که خانهٔ دلیران را آرزو می‌کنند، خانهٔ دلیران می‌دهد. او همچنین موکل ستارهٔ ناهید نیز هست و به این خاطر همسان با ونوس است و ستارهٔ عشق و مهر به‌شمار می‌رود و دلدادگان را یاری می‌دهد. رجبی دربارهٔ ارزش ناهید می‌گوید باور به او یکی از باروهای کهن ایرانی است و از هیچ ایزدی به اندازهٔ او به گرمی یاد نمی‌شود.

#### درمان‌بخشی
ناهید تمام نیروهای اهورایی را که در نبرد با دیوان زخمی شده‌اند، درمان می‌کند؛ به شکلی که آنها دیگر دچار آن آسیب نشوند. در دنیای ثنوی زرتشتی، نیروهای اهریمنی مانند دیوان، جادوان، پریان، فرمانروایان، کرب‌ها و کوی‌ها درصددند تا نظم جهانی را برهم زنند. اهورا مزدا از زرتشت می‌خواهد ناهید را به خاطر استحکام جهان اهورایی ستایش کند. در حقیقت نخستین جمله‌ای که برای ستایش او به کار رفته، به خاطر شکوه و فره اوست و نکات اساسی آبان‌یشت همین است؛ مردان و زنان با هم می‌گویند که آناهیتا به خاطر شکوه و فره‌اش ستایش شده است. ناهید خود در قسمتی از بند ۸۹ آبان‌یشت، خودش را این چنین معرفی می‌کند: «به راستی ای سپیتمان پاک! اهورا مزدا، مرا پایندهٔ همهٔ هستی مقدس تعیین کرد. با شکوه و فره من، مردمان دو پا، چارپایان خرد و ستوران بر روی زمین فرامی‌روند.»

## نفوذ ناهید ورای مرزهای ایران

### ناهید در ارمنستان
در دوران اشکانی پرستش آناهیتا در ارمنستان بسیار رواج یافت. بیش از آن هم فرهنگ و دین ایرانی در این منطقه تأثیرگذار بود اما در آن دوران اهمیت بیشتری یافت؛ خصوصاً اهورا مزدا و ایزدبانوی او، آناهیتا. اهورا مزدا به مرور به فراموشی سپرده‌شد اما ناهید هر روز بیشتر مورد توجه قرار می‌گرفت. ایزدان دیگری هم مثل مهر و بهرام نیز از اعتبار خوبی برخوردار بودند اما درصدر همهٔ آن‌ها ناهید قرار داشت. در قرن ۱ پیش از میلاد آناهیتا تاحدی در این منطقه نفوذ کرد که عنوان شهر (آکی لی زن) را به آنائی تغییر دادند. معبد این شهر نیز دارای اهمیت بسیاری بود که آن هم مثل بقیهٔ معابد در دوران بعدی به کلیسا تبدیل شد.
مردم ارمنستان آناهیتا را «بانوی پرشکوه، مادر همهٔ دانش‌ها، دختر اورمزد بزرگ و نیرومند» می‌دانستند. آگاثنگلوس می‌گوید در قرن ۴ میلادی تیرداد که شاه ارمنستان بود به دین مسیحیت پیوست اما پیش از آن علاقهٔ بسیاری به آناهیت داشت و او را می‌پرستید. البته عده‌ای دیگر معتقدند تیرداد مسیحیت را نمی‌پذیرد و حتی کشیشی که به او این پیشنهاد را داده‌بود از کشور بیرون می‌کند و علت آن را نپرستیدن بانو ناهید می‌داند. چرا که آناهیتا را عامل پیروزی و عظمت ارمنستان می‌داند. در هر صورت آخر عمر خویش نظرش تغییر می‌کند و تحت تأثیر صحبت‌های آن کشیش قرار می‌گیرد و به همین خاطر تمام معابد آناهیتا را ویران می‌کند؛ آن‌ها تبدیل به کلیسا می‌شوند و از این طریق مراسم آناهیتا وارد دین مسیحیت می‌شود.

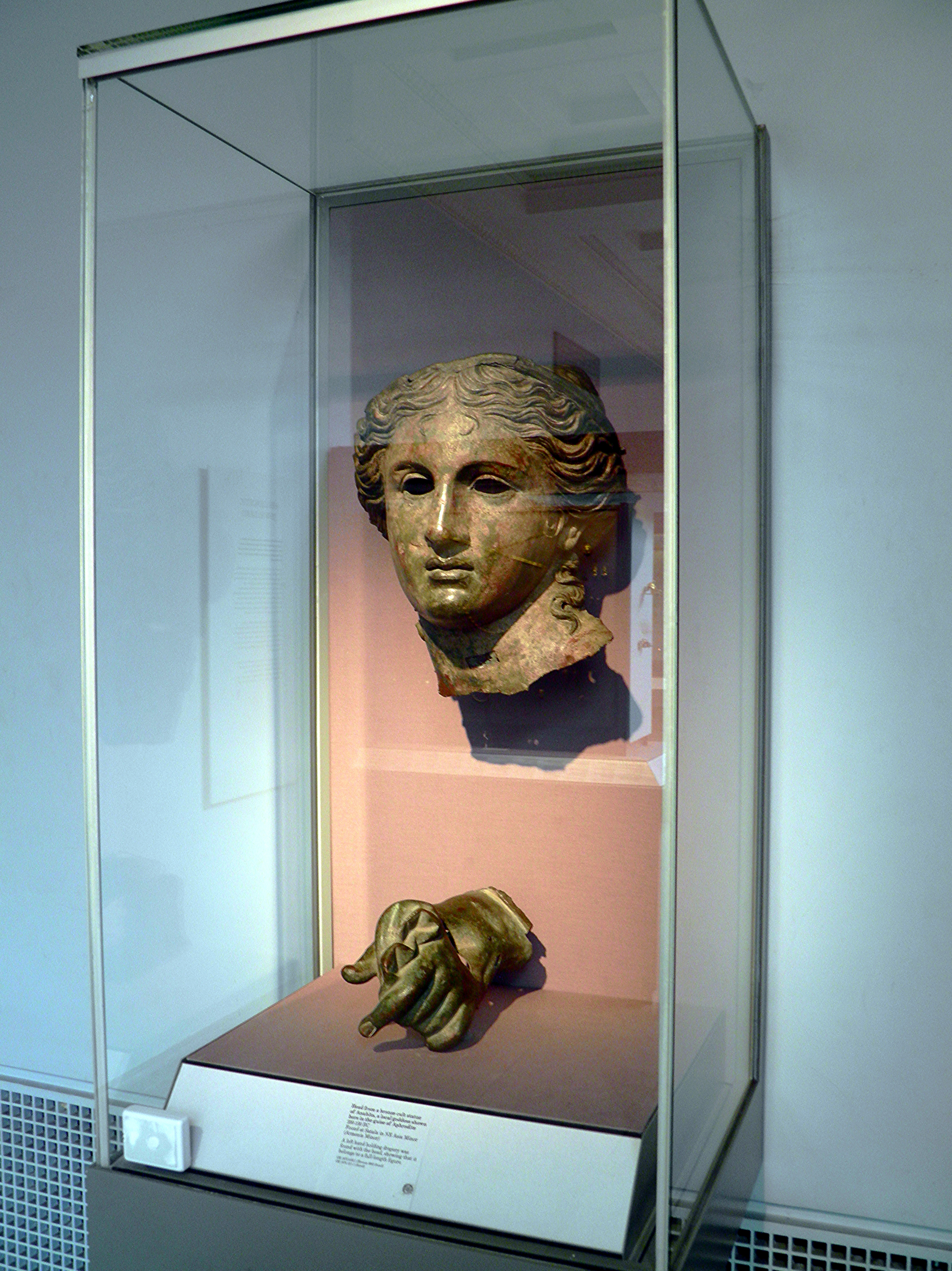
سر و دست برنزی از مجسمهٔ آناهیتا که در موزهٔ بریتانیا نگهداری می‌شود. مربوط به ۱۰۰–۲۰۰ ق. م

### ناهید در بابل
به عقیدهٔ استرابون، مادها و ارمنی‌ها اقوامی بودند که رسوم ایرانی را رعایت می‌کردند، اما در این میان، ارمنی‌ها نسبت به آناهیتا دلبستگی بیشتری داشتند. آنها معابدی برای او در نقاط مختلف از جمله آکیلیسین ایجاد کرده بودند و برای او بسیار وقف می‌کردند. بردگان زن و مرد را به معبد او هدیه می‌دادند و نکته‌ای که باعث شگفتی بسیار است، این که در آن دوران طبقهٔ ثروتمند جامعه دختران باکرهٔ خود را به این معابد می‌فرستادند و آنها پس از مدتی که به روسپیگری در معابد مشغول بودند، ازدواج می‌کردند. همسران این دختران هیچ مشکلی با این مسئله نداشتند و به هیچ عنوان از آن احساس شرمساری نمی‌کردند. دختران باکره در آکیلیسین، می‌بایست عفت خود را به ناهید پیشکش کنند، اما در معابدی که در دوران هخامنشی ایجاد شد، دختران موظف بودند در تمام این مدت عفت خود را حفظ کنند. استرابون می‌گوید: در آنائی دخترانِ خاندان‌های ثروتمند، پیش از ازدواج به روسپیگری مقدس می‌پرداختند. این مسئله به خاطر آمیخته شدن عناصر ناهیدگرایی با عناصر محلی بوده است؛ مثلاً هنگامی که مهرپرستی از ایران خارج شد و به رم رسید، تا حدی تغییر کرد که دیگر قابل تشخیص نبود. هرودوت نیز مانند استرابون به این رسم بابلی اشاره می‌کند؛ رسمی که طی آن زنان باید به یکی از معابد ایشتار در بابل می‌رفتند و در آنجا زنای مقدس انجام می‌دادند تا اجازهٔ ازدواج پیدا کنند. طبیعتاً دختران هرچه زیباتر می‌بودند، زودتر خواهانی برای آنها پیدا می‌شد. البته نباید چنین تلقی کرد که پیرامون این الهه رسم ناشایستی انجام می‌گرفته. در ایران باستان، ناهید ارزش و اعتبار بسیاری داشته. در منابع هم به این نکته اشاره می‌شود که تعدادی از کاهنان ناهید موظف بودند پاکدامنی‌شان را در معبد او حفظ کنند. هرودوت در این باره می‌گوید که رسم روسپیگری، تنها به این معابد اختصاص نداشته است؛ بلکه در آفریقا، قبرس، لیدی و… نیز این رسم شایع بوده و دختران لیدیایی جهیزیهٔ خود از این راه آماده می‌کردند. در میان بنی اسرائیل، در آسیا و دیگر نقاط هم چنین رسمی شایع بوده است، اما آریایی‌ها، با آنکه به سختی در قید و بند تحریم میل جنسی نبودند، اما هرگز چنین رسوماتی نداشتند؛ ناهید در ایران نماد عفت و پاکدامنی به‌شمار می‌آمد و در آبان‌یشت به آن اشاره شده است. جان هینلز معتقد است احتمال این که ایرانیان هم چنین رسومی داشته بوده‌باشند، کم است؛ چه در کتیبه‌های باستانی ایرانی روسپیگری با تندترین جملات و الفاظ توصیف شده و به وضوح عملی زشت و نکوهیده شمرده شده است.
در مناطق آسیای صغیر تا حدی رسوم سامی، یهودی، بابلی، لیدی و… به آیین ناهید اضافه شده بود؛ چنان‌که آیین مزبور دیگر آن آیین اصلی قابل شناسایی نبود؛ همانند آنچه برای آیین مهرپرستی رخ داده‌بود.

## آناهیتا و خدایان همپایهٔ وی

### ناهید و سرسوتی

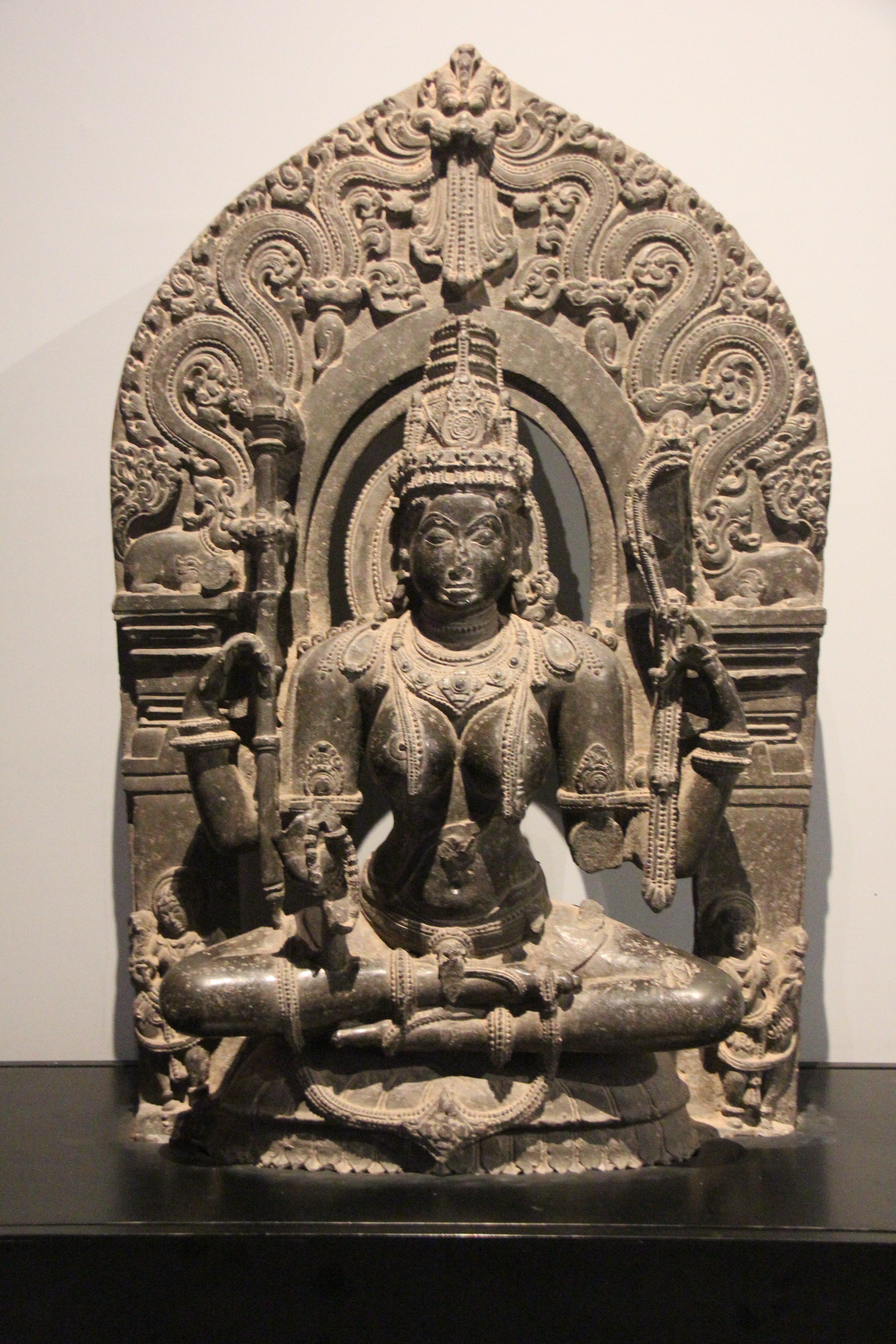
مجسمهٔ سرسوتی از جنس سنگ سیاه، متعلق به قرن ۱۲ میلادی که در موزهٔ بمبئی نگهداری می‌شود.

لومل معتقد است سرسوتی در دوران هند و اروپایی به معنی «او که دارندهٔ آب‌هاست» و در دوران وده‌ای هم در هند، مردمان به رود کوچک مقدسی که در مدهیادسه قرار داشت این نام را داده‌بودند و همچنان هم با همین نام او را ستایش می‌کردند. نام این الهه به ایرانی مطابق هرهوتی است و پایتخت آن قندهار است. درواقع باید گفت هرهوتی رودی افسانه‌ای بوده است که از کوه هرا سرچشمه گرفته است و به دریای وروکشه ریخته و این رود سرچشمهٔ تمام آب‌های جهان است. آناهیتا نیز بانویی است که سرچشمهٔ تمام دریاچه‌ها، دریاها و آب‌های جهان است. آناهیتا در قدیم مظهر علم و دانش شناخته می‌شد؛ کاهنان و شاگردان آن‌ها هم از آناهیتا درخواست افزون شدن دانش خود را داشتند و سرسوتی هم در هند حامی خواندن وداها بود.
در ریگ‌ودا سرسوتی به معنی «آب‌گونه و سرزمین با آب فراوان» است و البته «نام الههٔ سخنوری، زیبا و خوش پیکر و نام رودخانه‌ای» نیز هست و از این لحاظ همانند آناهیتا، ایزدبانوی ایرانی دانسته شده است. سرسوتی در ریگ‌ودا به عنوان یک رود آسمانی خروشان، جاودانه، پرشتاب و… توصیف شده است و می‌توان او را باتوجه به این توصیف‌ها با آناهیتا مقایسه کرد. سرسوتی همانند آناهیتا گردونه‌ای دارد که بر آن سوار است و با هفت خواهرش و هفت رود آسمانی باهم نامیده می‌شوند. سرسوتی با نیروی خود هرآنچه بین زمین و آسمان باشد را از جای می‌کَند؛ او بسیار قدرتمند است. در وداها سرسوتی را هفت رود آسمانی و مادرش را «سِند آسمانی» نامیده‌اند. تشابه دیگر آناهیتا و سرسوتی به نیروی باروری و بخشندگی آن‌ها بازمی‌گردد؛ سرسوتی هم با قدرت و نیروی خود به خاک حاصل‌خیزی می‌بخشد و دعای مردانی که طالب همسر و فرزند هستند را اجابت می‌کند.

### ناهید و ایشتار
در اساطیر آشوری، ایشتار الههٔ باروری و سرپرست کودکان، آب، جنگ و نبرد، زیبایی، عشق، حاصل‌خیزی خاک و یکی از عوامل پدیدآورندهٔ جهان بود. ایشتار همسر مردوخ در بین‌النهرین بود. در تمدن کنعانی اَنثَ، در اساطیر یونانی آفرودیت و هرا، در اساطیر ایرانی ناهید و در اساطیر درهٔ سند سرسوتی همپایهٔ وی بودند. این ایزدبانو دارای قدرت بسیاری بود و احترام خود را تا جایی حفظ کرد که ناهید تحت تأثیر وی قرار گرفت. تأثیر ایشتار بر اساطیر ایرانی به پیش از دورهٔ هخامنشیان بازمی‌گردد، در کتیبه‌های آشور ذکر شده است که شهری در غرب ایران یا ماد مرکزی به نام «بیت ایشتار» ایجاد شده است. نیبرگ معتقد است به دنبال حملهٔ خشایارشا به بابل، چپاول معابد آن شهر و حذف ایشتار از باورهای ایرانی، ایرانیان به دنبال خدایی به عنوان همزاد او بودند که او را جایگزین ایشتار کنند و اینچنین بود که آناهیتا جایگزین این الهه در باورهای مردم ایران شد. تأثیر بزرگی که ایشتار در باورهای ایرانی گذاشت دربارهٔ ساخت تندیس و معبد بود. در باورهای زرتشتی ساخت تندیس کار صحیحی نبود و ایجاد این تندیس‌ها تحت تأثیر تمدن بین‌النهرینی شکل گرفت. یک مجسمه از ایشتار در تلو در بین‌النهرین کشف شده است که قدیمی‌ترین مجسمهٔ اوست، ایشتار به صورتی طراحی شده که با دو دست خود سینه‌هایش را می‌فشارد تا شیر از آن‌ها بیرون جهد. او تاجی بر سر دارد که از دوازده ستاره تشکیل شده، خورشید لباس اوست و ماه زیر پاهایش قرار دارد؛ در آبان‌یشت شباهت این الهه‌ها کاملاً مشخص می‌شود: هردو باعث رشد و پرورش گیاهان می‌شوند، خدایان آب هستند و تن‌پوش‌هایی زیبا دارند. از ایشتار که مجسمه‌های فراوانی باقی مانده و ناهید هم با خواندن آبان‌یشت همچون یک مجسمه در مقابل ذهن تجسم می‌شود.

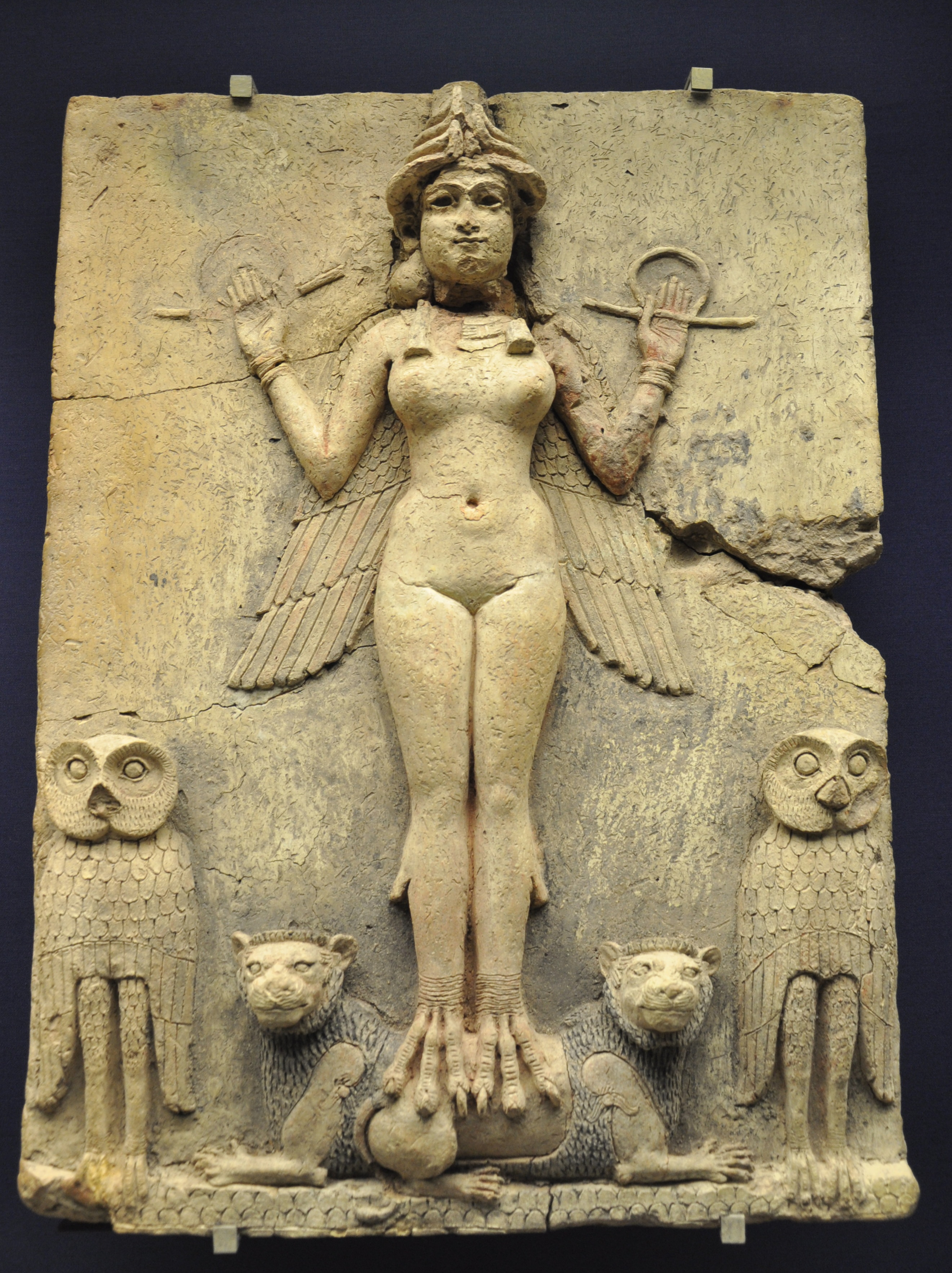
مجسمهٔ ایشتار که مربوط به قرن ۱۸–۱۹ قبل از میلاد است و در موزهٔ بریتانیا نگهداری می‌شود.

 دختران بابل خود را وقف این خدا می‌کردند؛ آن‌ها به هنگام شب وارد برج معبد وی می‌شدند و این کار درواقع حکم عروج به آسمان‌ها را برای آن‌ها داشت. آن‌ها هفت زیور به گردن خود می‌آویختند که به هنگام رسیدن به درهای برج هریک از متصدیان یک زیور را از آن دخترها می‌گرفت و اینگونه آن دختر وارد برج می‌شد و تا صبح منتظر آغوش الهی می‌ماند. در رسم بابلی، پدر حق نداشت دختر خود را شوهر دهد. دختران هنگامی که به بلوغ می‌رسیدند با لباس و زیورآلات وارد معبد زهره می‌شدند و جوانانی که قصد ازدواج داشتند وارد معبد شده و دختران را صفعه می‌کردند. اگر دختری ثروتمندتر بود و از زیبایی بیشتری بهره‌مند بود از قیمت بالاتری برخوردار بود و شخصی که از جانب دولت در این معبد حضور داشت پول این بها را از آن‌ها دریافت می‌کرد و اختصاص می‌داد به جهیزیهٔ دختران فقیر. هرودوت می‌گوید بانوانی که زیباروتر بودند زودتر از معبد رهایی می‌یافتند و آن‌هایی که از سیمایی زیبا برخوردار نبودند مدت بیشتری را در این معابد سر می‌کردند.
ایشتار نزد ایرانیان از احترام بسیاری برخوردار بود. هنگامی که کوروش به بابل حمله کرد و شهرهای اطراف آن را نیز به تصرف خود درآورد هیچ بی‌احترامی به ایشتار در شهر اوروک نکرد و فرمان بازسازی معبد او را نیز داد، کوروش همچنین تعدادی کتیبه از خود در این معبد باقی گذاشت.
ایشتار الهه‌ای بود دوستدار رواج فحشا و سرپرست روسپیان هم به حساب می‌آمد. یکی از رسوم مرسوم در معابد او فحشای زنان، مردان، دختران و پسران بوده و هیچ مانعی نداشته است. تصاویری که از ایشتار نمایش می‌دهند به صورت شخصی دوجنسه، نیمی مرد و نیمی زن بوده است. ایشتار در همین خصوصیات با ناهید کاملاً متفاوت است؛ ناهید در تمام تاریخ بانویی باکره، و دوستدار عفت و شرم است و اگر زنی باردار، پاکیزه‌سرشت باشد او به هنگام درد زایمان به او کمک خواهد داد و دردش را کاهش می‌دهد. وی دخترانی را که در زمان ازدواج از او کمک خواستند، همراهی می‌کند و به آن‌ها شوهرانی نیرومند و شریف هدیه می‌دهد. اما ایشتار بین ازدواج و عشق پیوندی برقرار نمی‌کند. او عشق را ستایش می‌کند اما عشقی که درنهایت به همخوابگی برسد. ایشتار در ازدواج نقش و تعهدی هم نداشته و به این خاطر است که دوشیزگان در معبد او مرتکب زنای مقدس می‌شدند. ایشتار هیچ علاقه‌ای به همبستگی ندارد درحالی‌که آناهیتا نطفه مردان را پاک می‌کند و مشیمهٔ زنان را می‌پالاید.

### ناهید و آفرودیته

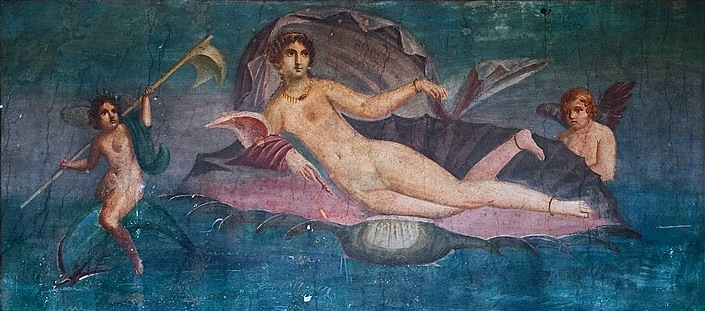
نقاشی دیواری متعلق به شهر پمپئی که ونوس را روی صدف به تصویر کشیده، البته اعتقاد براین است که نمونه‌ای از آفرودیته است از آپلس

پس از برخوردی که میان ایرانیان، یونانیان و رومیان در دوران هخامنشی صورت گرفت ناهید با آفرودیته و ونوس مقایسه شد. آنائتیس همان الههٔ سیاره زهره است و درواقع مادها و پارس‌ها قبل از اینکه زرتشتی شوند این الهه را می‌پرستیدند. ایرانیان باستان سیاره‌ای بسیار درخشان را در صبح یا حتی شب به عنوان الهه آناهیتا می‌پرستیدند و این عنوان به صورت فارسی باستان برابر با آنائتیس یونانی است. آفرودیت در اساطیر به دو صورت ظاهر شده است: جلوه‌ای مثبت و جلوه‌ای منفی. آفرودیت الههٔ عشق است و به شرافت، شرم و حیا اهمیت می‌دهد و در ظاهر دیگر خود خدایی است که نجابتی ندارد و مدام درحال عشق‌بازی و فحاشی است. این الههٔ باکره در باورهای رومی با زایش بسیار مخالف است و به همین خاطر به هنگام زایمان زنان باردار چنان دردی را به آن‌ها وارد می‌کرد که از شدت آن جان می‌دادند؛ به همین خاطر نمی‌توان این الهه را با آناهیتا مقایسه کرد.
فریزر آناهیتا را «مریم عذرا» می‌داند که تلاش می‌کند از درد زنان باردار بکاهد و همیشه به عفت، شرم و حیا اهمیت می‌دهد. به گفتهٔ کاهن بابلی و به نقل از برسوس، اردشیر دوم مجسمه‌هایی از آنائتیس در پرسپولیس، بلخ، ساردیس، دمشق، شوش، اکباتان و بابل برپا کرد و او موفق شد پرستش این الههٔ بیگانه را با همانند کردن به آناهیتا به مردم جامعه بقبولاند و این چنین شد که مردم بانوی سیارهٔ ونوس را با نام ناهید می‌پرستیدند. یونانیان گاهی ناهید را به آفرودیت یا آتنا تشبیه می‌کردند و در آسیای صغیر هم پرستش‌کنندگان بسیاری داشت.

## شیوه‌های ستایش
بر اساس آبان یشت، در پی دستور اهورا مزدا به زرتشت برای پرستش ناهید، زرتشت می‌پرسد که به چه شکلی او را بپرستد و ناهید در بند ۹۱ به زرتشت می‌گوید: «به راستی ای اسپنتمان پاک! با این ستایش مرا بستای، با این ستایش مراسم مرا به جای آر. از هنگام برآمدن خورشید تا به وقت فرورفتن خورشید از این زَور من تو توانی نوشید (و نیز) آتربانانی که از پرستش و پاسخ آگاهند و خردمند آزموده‌ای که کلام مقدس در او حلول کرده‌باشد.» در بخش دیگری موضوع ستایش ناهید این چنین ذکر شده است: 
| « | ای اردوی سور آناهیتا با هومی که با شیر آمیخته است با برسم، با مهارت زبان و اندیشه و با گفتار و با کردار و با زوهرها و با سخنان درست گفته شده، در ستایش آن باشندگان نر و آن باشندگان ماده. پس اهورا مزدا می‌داند برطبق راستی آنچه را که بهتر است آن مردان و آن زنان را میستاییم. | » |

 در این متن به ستایش‌کنندگان ناهید اشاره شده و بنابر آنچه نوشته‌شده آن‌ها تعداد انبوهی بودند و درواقع تمام موجودات نر و ماده نشان از اهمیت و بزرگی ناهید در بین مردم است. پرستندگان وی به طریق مختلف او را می‌پرستیدند و درخواست‌های خود را بیان می‌کردند یکی بر یالِ اسب‌ها، دیگری با سخن راست، دسته‌ای با زوهر هوم‌دارِ شیردارِ پاکیزه و در آخر با هوم آمیخته به شیر که چهارمین این فهرست نام زرتشت ذکر شده است. روش دیگری که برای ستایش ناهید به کار می‌گرفتند؛ اهدای قربانی بود. در آبان‌یشت ۱۵ مورد نوشته‌شده است اما از شیوهٔ قربانی کردن آن‌ها صحبتی نشده است. صد اسب نر، ده هزار گوسفند و هزار اسب از اقلام قربانی بودند و این عمل نشان از این است که قربانی کردن حیوانات رسمی است که پیش از زرتشت هم وجود داشته است؛ و او پس از اعلام پیامبری خود به مبارزه با این رسم می‌پردازد و سعی در این دارد که مهارت زبان و اندیشه، گفتار و کردار، هوم آمیخته با شیر، زوهرها و… را جانشین قربانیان زنده کند. در آبان‌یشت ذکر شده است که اهورا مزدا پس از ستایش ناهید از او درخواست می‌کند که زرتشت را برای اندیشه، گفتار و کردار مطابق با دین همراهی کند و آناهیتا نیز درخواست او را اجابت می‌کند. این موضوع نشان می‌دهد ناهید ایزدی پیش‌زرتشتی است و متعلق به دورهٔ هند و ایرانی و آریایی است چرا که بعداً در سلسلهٔ ایزدان ابتدا اهورا مزدا قرار دارد، سپس امشاسپندان و در ردهٔ بعدی ایزدانی همچون آناهیتا.
روش‌های دیگر ستایش او در آبان‌روز، «روز ویژهٔ این ایزد بانو که آبان جشن نام دارد.» است. جشن‌های آب‌ریزان، آب‌پاشان و تیرگان جشن‌های تاجگذاری شاهان و جشن ساکائه که مخصوص او بود، در پرستشگاه‌های او برپا می‌شد. اهدای غنایم، فرستادن زنان و خدمتکار برای خدمت به او و البته پرهیزگار شدن آن‌ها، ساختن تندیس ناهید، احداث پل و آبراهه، وقف آن‌ها برای ناهید و سفرهٔ دختر شاه پریان که همچنان در تعدادی از مناطق برپا است، از جمله کارهایی بود که برای جلب مایت ناهید انجام می‌شد.

## آناهیتا در ادوار مختلف
این ایزد بانو همواره جایگاه برجستهٔ خود را میان اساطیر ایرانی و حکومت‌های باستانی هخامنشی، سلوکی، اشکانی و ساسانی حفظ کرده است. ساسانیان از زمان تأسیس حکومت خود تا قرن ۷ میلادی زرتشتی بودند؛ اما ربع‌النوع‌های مهر و ناهید را در مجالس بسیاری مهم می‌شمردند و در این آیین وارد می‌ساختند.

### دوران اساطیری
ای اردویسورا آناهیتا ای تواناترین… مرا کامیابی ارزانی دار تا در کار زار جهان بر «نشر یاونت» و «دردین» «ویشن» دیو پرست و ارجاسب درو پیروز شوم. آناهیتا او را کامیابی بخشید.

بنابر آنچه در اوستا نقل شده و آنچه توسط افراد سینه‌به‌سینه منتقل شده است، در ایران قدیم آناهیتا براساس ضرورت مردم برای زندگی در نزدیکی آب‌ها دارای ارزش بسیاری بوده است. الهه‌های دوران اساطیری گاهی به عنوان دو دشمن، دو همراه، زن و شوهر یا پدر و مادر پرستیده می‌شدند و سفال‌هایی که تصاویر آناهیتا بر آن‌ها نقش بسته نشان از پرستش او است. آناهیتا پس از ظهور زرتشت هم در باورها باقی ماند و یشتی را به خود اختصاص داد. زرتشت برای الهه اردویسور آناهیتا در کنار رود ایریانا وئیجه قربانی می‌کند و جمشید نیز بر فراز کوه هَراهَزئیتی، صد اسب، هزار گاو و ده هزار گوسفند را به آناهیتا هدیه کرد و از او خواست بر بدی‌ها مسلط شود و شهریاری همهٔ شهرها را به دست آورد. فریدون هم پس از مراسمی که برای ناهید انجام می‌دهد و هدایایی که به او اهدا می‌کند، از الهه طلب می‌کند توان مبارزه با اژی‌دهاک را داشته باشد که جزء اهریمنان است و آناهیتا نیز به او توانایی می‌بخشد. هوشنگ شاهی افسانه‌ای بود که در متن‌های اوستا به خوبی به او اشاره شده است؛ طبق آنچه در اوستا آمده، هوشنگ بر فراز کوه هرکویه برای ناهید صد اسب نر، هزار گاو و ده هزار گوسفند قربانی کرد و خواستار: «... من برترین شهریاری را داشته باشم بر همهٔ کشورها، دیوان و مردمان، جاودان و پریان، فرمانروایان ستمگر، کوی‌ها و کرب‌ها که من بکشم دو سوم از دیوان بزرگ و دروغ‌پرستان پرشهوت را.» می‌شود. همچنین گفته شده است ارجاسب هدایایی برای آناهیتا آورد و قربانیانی پیشکش او کرد و خواستار پیروزی در برابر کی گشتاسب شد، اما ناهید تقاضایش را نپذیرفت. افراسیاب تورانی هم مراسمی در زیرزمین خود انجام داد و فر کیانی را درخواست کرد تا به وسیلهٔ او بتواند بر تمام سرزمین‌های آریایی تسلط یابد، اما ناهید نپذیرفت؛ آناهیتا تنها کسانی را حمایت می‌کند که جزء جبههٔ نیکی باشند و البته ایرانی، اشخاص اَنیرانی مورد لطف او قرار نمی‌گیرند. در اوستا دو گروه متخاصم که خواسته‌هایی همچون پیروزی در جنگ، چیرگی بر دشمن، تصاحب دارایی‌های دیگران را دارند در تلاش هستند توجه ناهید را جلب کنند. پسرانی که از قهرمانان تورانی بودند، بر فراز گنگ صد اسب نر، هزار گاو و ده هزار گوسفند قربانی می‌کنند و طالب پیروزی بر طوس می‌شوند اما بانو خواستهٔ آن‌ها را اجابت نمی‌کند. دلیل اینکه ایرانیان باستان معابد خود را بر فراز کوه‌ها می‌ساختند این بود که دور از دسترس دشمنان و آلودگی باشد و تقدس خود را حفظ کند. مردمان کهن برای آناهیتا بیشترین هدایا را درنظر می‌گرفتند؛ این الهه از هدایای منقول و غیرمنقول بسیاری بهره‌مند بود و همین مورد نیز باعث شده‌بود که قلاع مستحکم و دور از دسترسی در نزدیکی معابد آناهیتا ایجاد کنند تا از ثروت بی‌کران او نگهداری کنند.
کسانی که قربانیانی تقدیم ناهید کرده‌اند و طالب خواسته‌ای بودند، هرمزد آناهیتا، هوشنگ و جم، طوس، اژی‌دهاک، فریدون، گشتاسب، افراسیاب، کیکاووس، کیخسرو، فرزندان ویسه، جاماسب و اَشوزده پسر پئورواداخشتی هستند. اشخاص دیگری نیز در مکان‌های مختلف تنها به ستایش او پرداخته‌اند و سپس خواستار برآوردن درخواستشان شدند؛ اهورا مزدا در کنار رود دایتیِ نیک، پااوره شاعرِ کشتی شکسته در کنار رودخانهٔ رنگه، وستئوری نوذری در کنار رودخانهٔ ویتهوتی نیک، زریر در برابر رود دائیتی، طوس تهم ارتشتار، مردان تهم، روحانیون نیایش خوان، آثرونان شاگرد دانش، دختران جفت خوی، زنان پا به ماه، هوویان و یوشت از خاندان فریانه در جزیره‌ای که میان آب‌های مواج رودخانهٔ رنگ‌هاست از این دسته افراد بودند.

#### خیانت مغان
هرتسفلد عقیده دارد، زرتشت تمام خدایانی که در مقابل اهورا مزدا قرار داشتند را به دیو تبدیل کرد که آناهیتا هم جزئی از آن‌ها بود. او تا حدی از آن‌ها تنفر داشته که نام هیچ‌کدام را ذکر نکرده است. اما پس از مرگ اهورا مزدا، مغان، مذهبی را پایه‌گذاری کردند که هیچ ربطی به گفته‌های زرتشت نداشت و در آن آیین قربانی کردن حیوانات و پرستیدن ناهید دوباره از سر گرفته شد، در صورتی که زرتشت با این امر مخالف بود و با این عمل تجدید حیات مظاهر قبلی که توسط زرتشت کنار گذاشته شده‌بود دوباره آغاز شد و چون مغان هم در دورهٔ هخامنشی از قدرت بیشتری برخوردار شده‌بودند، عقاید خود را گسترش دادند.

### هخامنشی
در دوران هخامنشیان، ایرانیان به جز آتش به ایزد بانو آناهیتا نیز اعتقاد داشتند. بنابر آنچه گیرشمن از دوران اردشیر دوم هخامنشی بیان کرده است، پرستش ایزدان بسیاری در آن زمان رواج یافته‌بود که همراه با نام اهورا مزدا در متون هخامنشی ذکر شده است. یکی از آن‌ها ایزد مهر است که خدای آفتاب و عدالت است؛ او از خدایان بسیار قدیمی است. دیگری ناهید یا آناهیتا، الهه آب‌ها است. در زمان اردشیر دوم پرستش او بسیار مورد توجه بوده است و به صورت اَناهیتا خوانده‌شد. ناهید و مهر در دورهٔ دوم شاهنشاهی هخامنشی اهمیت فراوانی یافتند و مظهر سه نیروی روحانی، ارتش‌داری و تولید شدند. نهضت زرتشت باعث تغییراتی در دین کهن مزدایی شد و اردشیر دوم هخامنشی در همین دین پرستش آناهیتا را به صورت نقش و پیکر درآورد. اردشیر دوم علاوه‌بر معابد آناهیتا در شوش و همدان معبدی دیگر در هی پای پا، ۲۵ کیلومتری غرب سارد بنا کرد و پس از آن نجیب‌زادگان پارس و ساتراپ‌های لیدیه سه معبد دیگر در سری‌چم، گل مرمره، فیلا و لفیا بنا کردند. در این دوران معابد به صورت فضاهای روباز و در ارتفاعات ساخته می‌شدند. شاعر معاصر اردشیر می‌گوید مراسم آناهیتا در آن دوران همراه با نشاط، موسیقی، پایکوبی و نوایی دلنشین بوده است. برادر اردشیر، کوروش صغیر نیز به هنگام حکمرانی در لیدیه معبد آناهیتا را در بستر رودخانهٔ روستای هیره‌کومه ساخت. در این دوران به هنگام جشن سال نو گردونه‌ای برای مهر می‌آوردند و پس از آن گردونه‌ای خاص ناهید وارد میدان می‌شد.

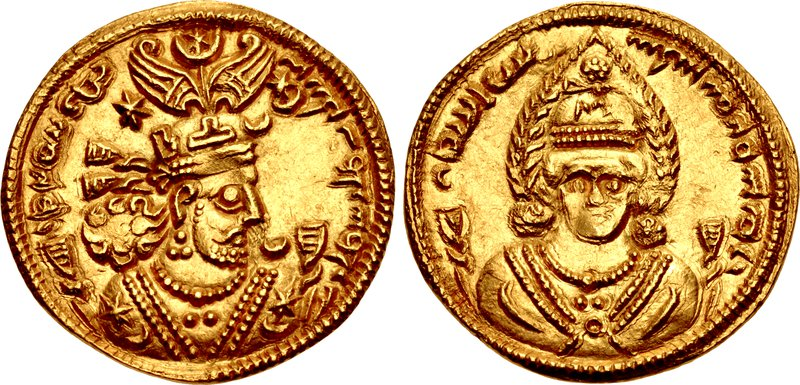
سکهٔ ساسانی، تصویر آناهیتا و خسرو دوم
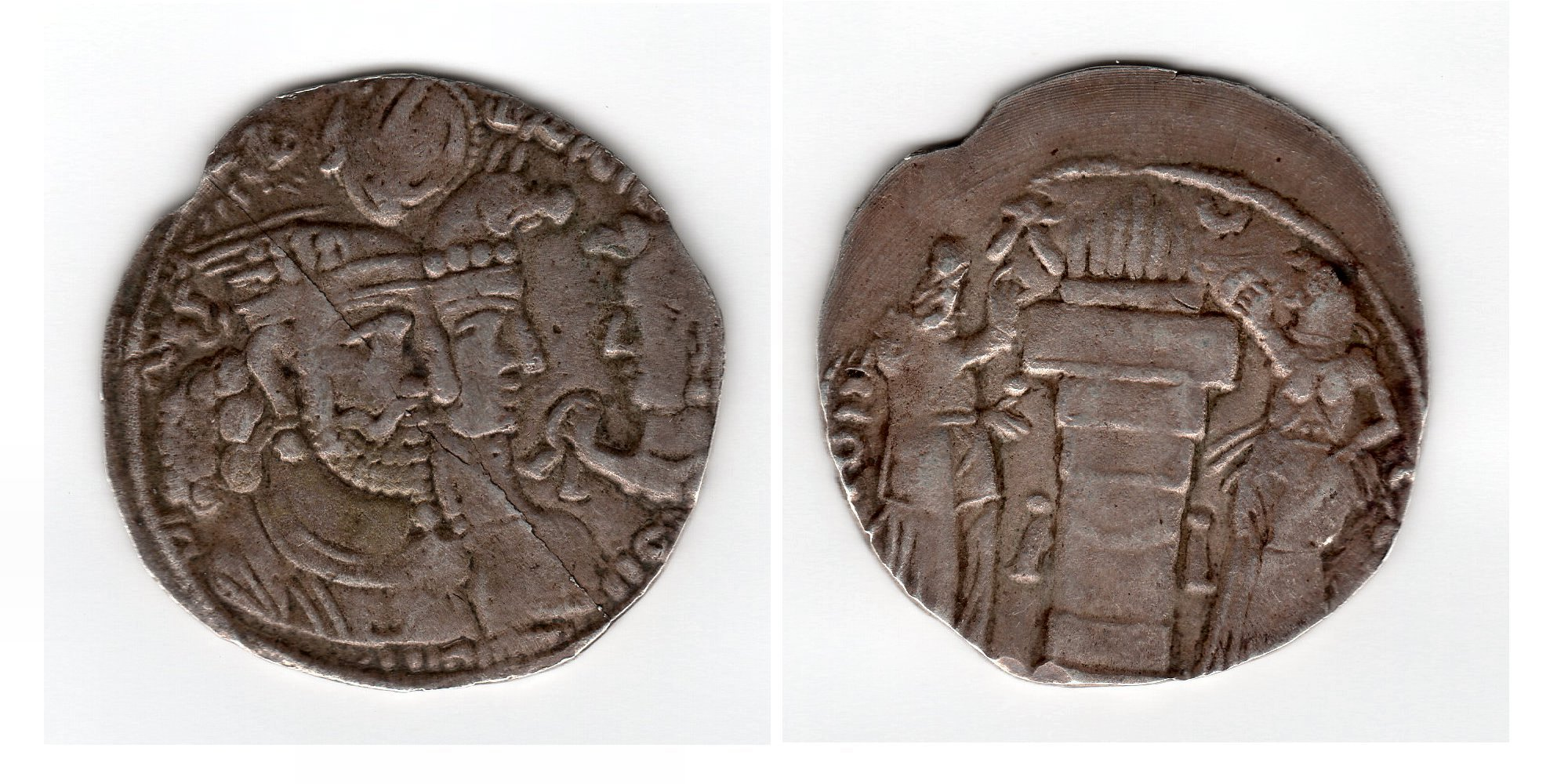
ناهید و بهرام دوم

### سلوکیان
حملهٔ یونانیان به ایران باعث آمیختگی دو اندیشهٔ ایرانی و سلوکی شد و آیین پرستش خدایان المپ به راحتی پذیرفته شد؛ زیرا روحیه‌ای التقاطی بین آن‌ها وجود داشت. به این ترتیب زئوس یونانی با اهورا مزدای ایران، هرکول یونانی با ورثرغنه ایرانی، آپولون یونانی با میترای ایران و آرتمیس یونانی با آناهیتای ایرانی یکی شد. در این دوران آناهیتا داری اهمیت بسیار شد و معابد او ثروت بی‌نهایتی در خود جای داد. البته باید درنظر داشت که شاهان سلوکی، همانند آنتی‌خیوس سوم و چهارم هر زمانی که به مشکلی برمی‌خوردند، این معابد را غارت می‌کردند. در منابع نوشته شده که پس از آتش زدن پرسپولیس، معبدی در آنجا ساخته شده است که درست تلفیقی از ویژگی‌های ناهید و آرتمیس بوده است. در این دوران این معابد دارای زمین‌هایی بود که مردم در آن‌ها برای روحانیون مرد و زن به کشاورزی مشغول بودند و درواقع شاه، همسر ناهید به حساب می‌آمد.

### اشکانی
در زمان اشکانیان اهمیت آناهیتا دو چندان شد. مری بویس معتقد است در دوران اشکانی در سرتاسر این سرزمین ناهید پرستیده می‌شد و این امر بیشتر به خاطر ارزش و اعتبار ناهید از ادوار پیشین بوده است. در نزدیکی شهر ری، برفراز کوه، کنار چشمه‌ای آرامگاهی برای ناهید ساخته شده به نام «بانوی سرزمین (شهربانو)» و نیایش در این مکان تاحدی اهمیت داشت که پس از حملهٔ اعراب، می‌گویند برای دختر آخرین پادشاه ساسانی و بیوهٔ حسین بن علی «بی بی شهربانو» است و تا امروز مردم در این مکان به عبادت می‌پردازند و قربانی می‌کنند. در این دوران تاجگذاری شاهان هم در معبد آناهیتا صورت می‌گرفت، مثلاً تیرداد اول اشکانی در معبد ناهید تاجگذاری کرد. در دورهٔ اشکانی معابدی هم در تخت جمشید، اصطخر و اکباتان موجود بود و ایزیدور خاراکسی نیز می‌گوید در اکباتان برای ناهید همیشه یک آتش روشن نگهداری می‌شد. معبدی دیگر برای او در همدان قرار داشت که دوبار غارت شد، کاشی‌های سقف این معبد از جنس طلا و نقره بود و به تاراج رفت، اما طبق منابع مدتی بعد دوباره جایگزین شد. دو معبد آتنه و آرتمیس که در عیلام قرار داشت، به وسیلهٔ مهرداد اول اشکانی غارت شد؛ معبد آرتمیس مربوط به سال ۲۰۰۰ ق. م بود که در کنگاور ساخته شده‌بود و در دورانی که خاراکسی بود این معبد همچنان باقی مانده‌بود. ایزیدور همچنین از دو معبد دیگر ناهید که در نزدیکی فرات در بین‌النهرین قرار داشت نام می‌برد؛ یکی از آن‌ها «باسیلیا» نام دارد که در زمان داریوش و به دستور او ایجاد شده است و دیگری «بئونان» بود.

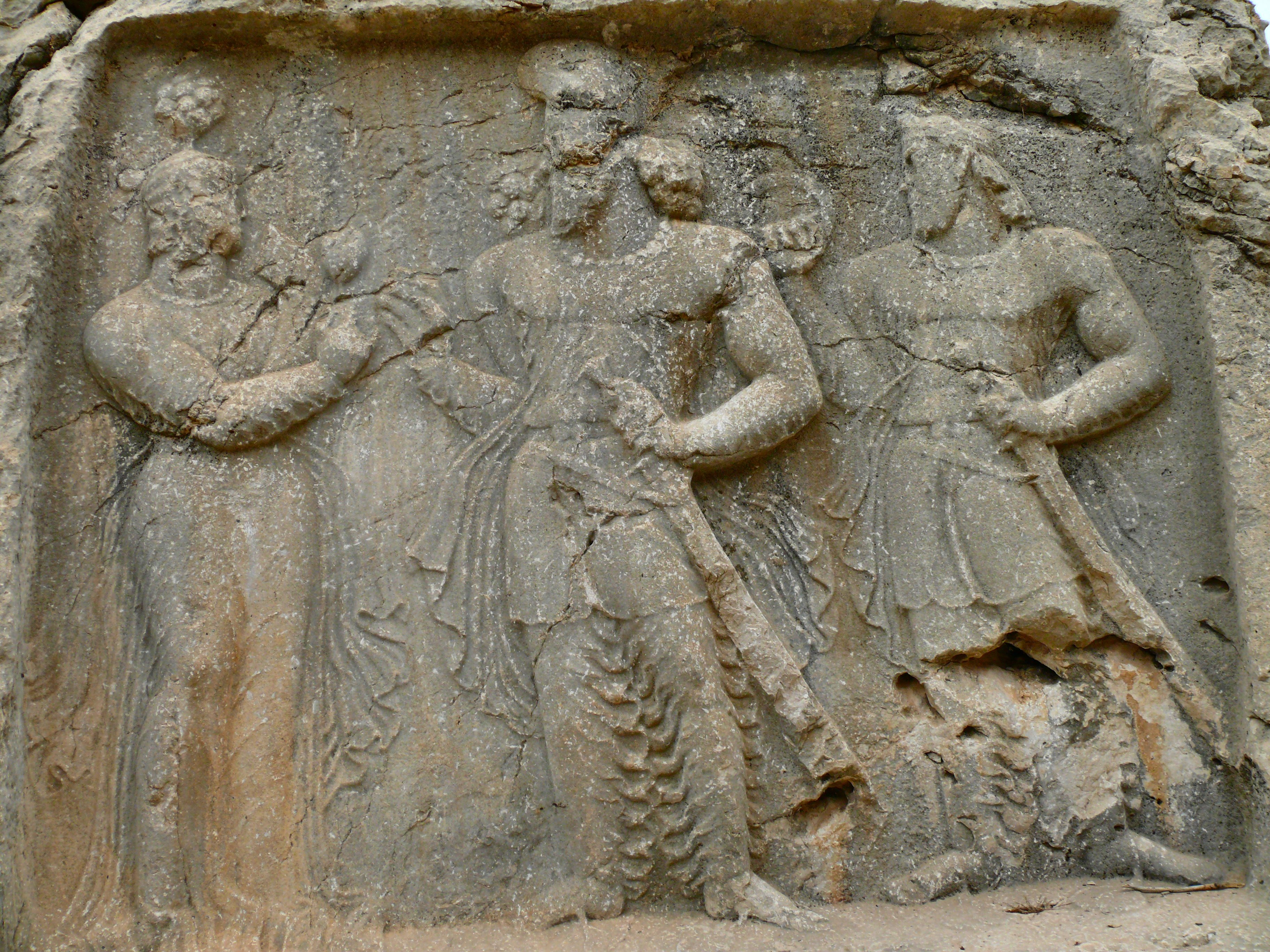
سنگ نگاره‌ای از پیوند زناشویی شاپور یکم با شاهزاده آذر آناهیتا به همراه کرتیر در سنگ‌برجستهٔ سراب قندیل در چنارشاهیجان فارس نزدیک بیشاپور

 به گفتهٔ پیر بریان در شوش نیز معبدی دیگر قرار داشت که متعلق به ناهید بود و در آن شیرهای رام شده در آزادی مطلق بودند. اصطخر همانند دورهٔ هخامنشی مرکزی بود برای برگزاری مراسم‌های ناهید؛ در این مراسم‌ها مغان آتور اناهیت برپا می‌کردند و هر روز شاخه‌هایی جمع‌آوری و بر روی آتش قرار می‌دادند و حدود یک ساعت مقابل این آتش سرود می‌خواندند. در این دوران همانند دورهٔ هخامنشیان هر سه ایزد اهورا مزدا، آناهیتا و میترا پرستیده می‌شدند؛ اما پرستش آناهیتا بر باقی پیشی می‌گیرد و معابد سرتاسر ایران به او اهدا می‌شود. معروف است که پارتیان به نام این الهه سوگند می‌خورده‌اند. درست است که منابع چشمگیری در این مورد نیست اما در کتاب‌های مورخان ارمنی به اسامی پرستشگاه‌های آناهیتا و دو رب‌النوع دیگر برمی‌خوریم.
ایران در اواخر دوران اشکانی دوباره ملیت قدرتمندی پیدا کرد و امپراتور رم در زمان حکمرانی بلاش، برادر او به نام تیرداد را به رم فراخواند تا تاج ارمنستان را از دست امپراتور رم دریافت کند. تیرداد برای آن که آب را آلوده نکند از طریق خشکی و با زحمت فراوان به رم رسید و هنگام بازگشت، نرو را دعوت کرد و گفت آمدن برای من سخت است و نرو که مفهوم سخن او را درک نکرده‌بود آن را اهانتی به خود برداشت کرد. در این دوران مجسمه‌های فراوانی نیز از آناهیتا ساخته شد. مجسمه‌ای برنزی که در موزهٔ تهران قرار دارد، گل پخته شده که در لوور قرار گرفته و مجسمه‌های دیگر که دارای گل، ستاره و نشانه‌های آناهیتا است. مجسمه‌های دیگری نیز در الحضر قرار دارد که مربوط به ناهید است و در آخر سکه‌هایی از کوشان است که ناهید بر روی آن‌ها بر روی یک شیر حک شده است.

### ساسانیان
در طول ۴۲۵ سال حکومت ساسانیان با مظاهر مختلفی روبه‌رو بوده است. در این زمان فضاهای محصوری به ستایشگاه‌ها افزوده شد و طرح کلی نیایشگاه‌ها تغییر کرد؛ قسمت خاصی برای سکونت روحانیون و خادمان درنظر گرفته شد و جای خاصی برای نگهداری آتش؛ آن‌ها وجود تندیس‌ها را بت‌پرستی می‌دانستند، پس آتش مقدس ناهید را جایگزین آن پیکره‌ها کردند. به سبب نذورات مردم برای ناهید این معابد به ثروت هنگفتی دست یافته بودند. در این دوران افراد اعتقاد داشتند که نیروی ایزدان حافظ و نگهبان فرمانروایان است و به وفور در کتیبه‌ها ذکر شده است. مانند آنچه در ستون‌های شوش و همدان از ستایش آب بیان شده است و اردشیر از آناهیتا می‌خواهد او را در نبرد با اردوان چهارم پیروز گرداند تا اردشیر سرهای دشمنان خود را به معبد اردشیر خوره بفرستد و حدود یک سده بعد شاپور اول سرهای بریده شدهٔ دشمنان مسیحی خود را به معبد اصطخر می‌فرستد و این نشان از این است که مردمان همچنان به ویژگی جنگاوری آناهیتا باور و اعتماد داشتند.

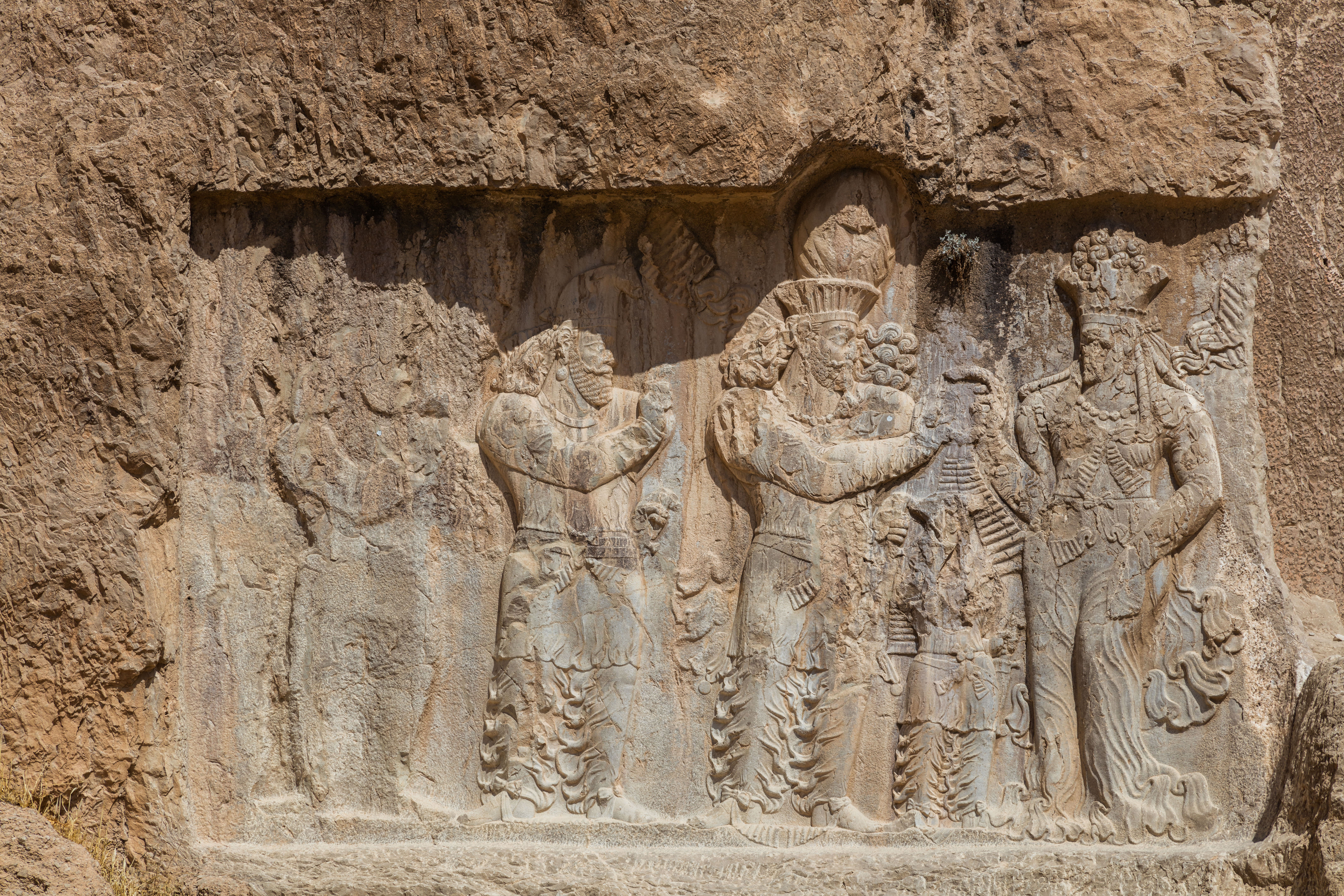
طاق بستان، نرسه شاه ساسانی (وسط)، آناهیتا (راست)

شاپور اول، شاه دوم ساسانی به همسر خود عنوان ملکه «آذر آناهیتا» را داده است و معبد بزرگ بیشابور را برای این ایزد بانو ساخته است. در کتیبهٔ سرمشهد ناهید کنار کرتیر و بهرام است. به گفتهٔ لوکویین پس از تصرف پارس به دست ساسانیان آناهیتا ارجمند شد و بابک از جانب بهرام دوم نگهبان آتشکده‌های ناهید اردشیر و اناهید بانوی اصطخر شد. بالاخره آناهیتا تا حدی که کرتیر در کتیبهٔ کعبهٔ زرتشت نوشته است؛ بالا رفت. «کار اهورا مزا بالا گرفت و آیین مزدیسنا و مغان در کشور نیرویی بزرگ یافت.» در قرن ۳ میلادی با صحنه‌های تاج‌بخشی ایزدی سوار بر اسب روبه‌رو هستیم. تاجگذاری نرسی، پسر شاپور اول در نقش رستم به شکلی طراحی شده است که درحال دریافت تاج از دست آناهیتا است. نقش پر از جزئیات است؛ ایزدبانو بنابر اصول شرق کهن از نظر جثه بزرگتر از شاه ساسانی است؛ لباسی پرچین و موج‌دار دارد که بر روی زمین ریخته است و انسان را به یاد موج‌های دریا و وظایف آناهیتا می‌اندازد. نرسی پس از نبرد با بهرام سوم و پیروزی بر او، برجی در پایکولی کردستان عراق ساخت تا اسامی حامیان خود در این نبرد را ذکر کند؛ این برج به شکل چهار گوشه بود. ستون‌های تزیین شده به شیوهٔ پارتی و ساسانی داشت و نرسی با تاج اختصاصی خود با همان تزیینات چین‌دار، آناهیتا را در هر چهار گوشه طراحی کرده است و او نام آناهیتا را در کتیبه‌ای روی برج طراحی کرده است؛ که نقش برجسته‌های ذکر شده نشان از ترجیح الهه آب بر اهورا مزدا است.

آخرین نقش برجسته مربوط به طاق بستان است که سه پیکر شاه، اهورا مزا و آناهیتا را نمایان ساخته است؛ شاه ساسانی بین این دو قرار گرفته است و هدایایی در دستان اهورا مزدا و آناهیتا قرار داد، خسرو پرویز هدیهٔ اهورا مزدا را می‌پذیرد ولی نمی‌تواند هدیهٔ آناهیتا را به دست بگیرد؛ زیرا در دست چپ او شمشیر قرار دارد و این امر بی‌مهری خسرو نسبت به او را نشان می‌دهد. آناهیتا در این نقش برجسته همانند آنچه در آبان‌یشت توصیف شده، طراحی شده است؛ او تاجی مرواریدنشان بر سر و تن‌پوشی بر دوش دارد که بر آن رشته‌های مرواریدی بافته شده است. به عقیدهٔ فرح ثمودی متخصص اساطیر ایرانی، شاه قصد داشته در این نقش که روبه‌روی رودخانهٔ غار ایجاد شده است پایبندی خود به سنت خانوادگی‌اش را نشان دهد.

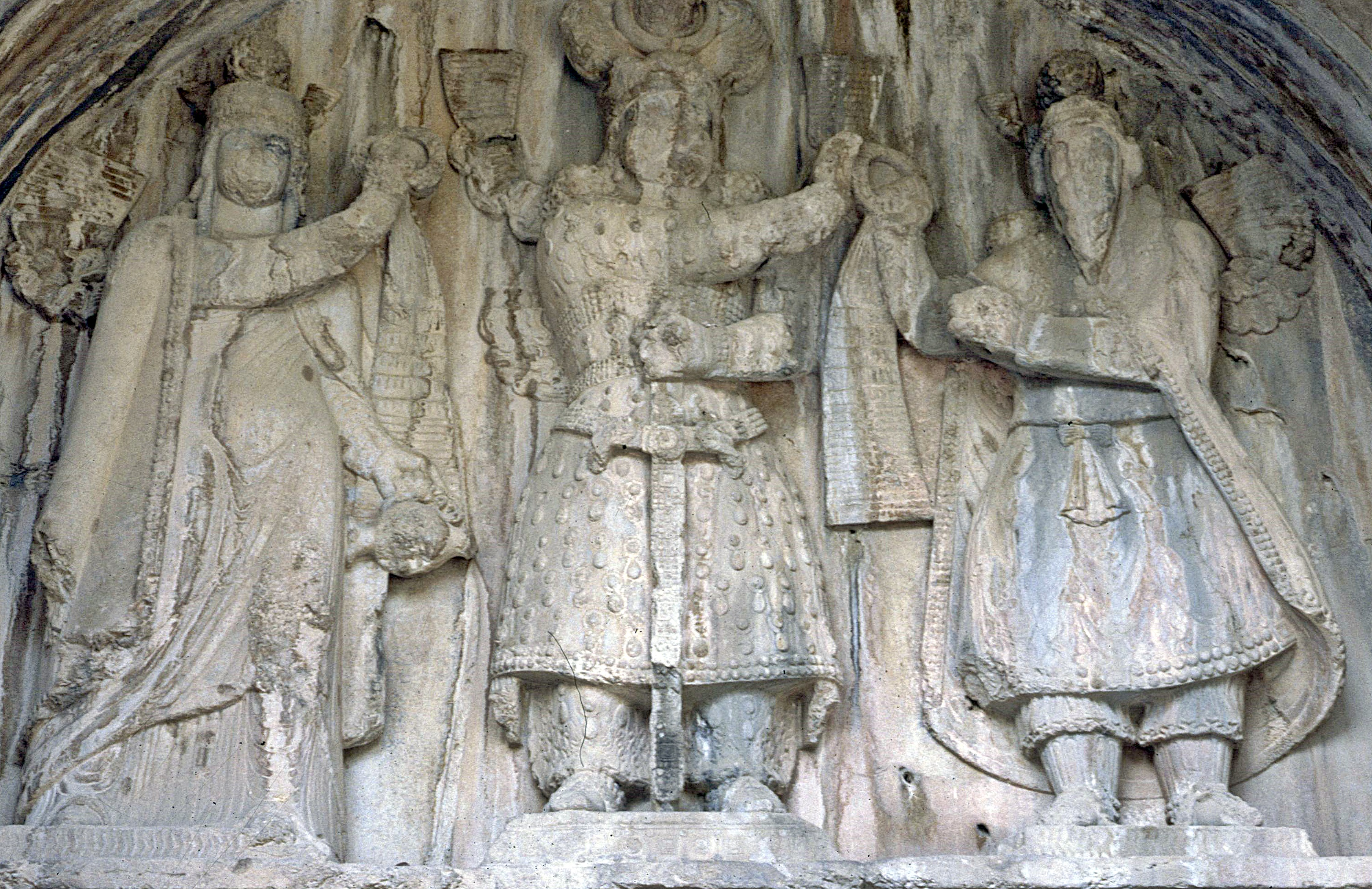
طاق بستان، خسرو دوم (وسط)، میترا (راست)، آناهیتا (چپ)

 آناهیتا کوزه‌ای را با دست خود کج کرده و از آن آب جاری شده است؛ از قدیم سبو نماد نمایندهٔ آب‌ها بوده است و می‌توان مطمئن بود که این بانو ناهید است. در زمان ساسانیان آناهیتا دارای ارزش و اعتبار بسیاری بوده است و می‌توان گفت در نیایش‌ها نسبت به همهٔ الهه‌ها برتری داشته اما نسبت به امشاسپندان بزرگ، امرداد و خرداد همچنان در رده‌ای پایین‌تر قرار داشت. در سرستون‌های طاق بستان هالهٔ شعله‌وری از ناهید به چشم می‌خورد و بالای سر او یک ردیف طاق نما است که هرکدام از آن‌ها با صدفی تزیین شده است. خسرو پرویز همچنین بر روی سکه‌های خود تصویر آناهیتا و در سمت دیگر نقش خودش را حک می‌کند. در کنار طاق بستان، کاخ بهستان است که بر ستون‌های سنگی آن نقش خسرو دوم و آناهیتا همراه با تاج شاهی که نشان از حاصل‌خیزی و خیر و برکت این الهه برای حکمرانی اوست حک شده است. مردمان این دوره مرده‌های خود را به خاک نمی‌سپردند و آن‌ها را بر روی قلهٔ کوه‌ها قرار می‌دادند تا توسط پرندگان و حیوانات شکار شوند؛ مثلاً در اطراف بیشابور در نزدیکی قله‌ها، گودال‌هایی هست که مشخص شده اجساد را در آن‌ها قرار می‌دادند. پس از این که تنها استخوان این مردگان باقی ماند آن‌ها را در استخوان‌دان یا استودان قرار می‌دهند. استودان سنگی در نزدیکی بیشابور پیدا شده که چهار ایزد بانو بر روی آن طراحی شده است. دو اسب بالدار، نشان میترا است که از آسمان به زمین می‌آید تا به آن‌هایی که دوباره زنده شده‌اند، بی‌مرگی عطا کند. دیگری خدای زروان یا زمان است؛ چهارمین ایزد آناهیتا است که ظرفی در دست دارد و ماهی‌هایی در دو سوی اوست.

## معابد آناهیتا
باتوجه به اطلاعات به دست آمده و استقرار هخامنشیان در فارس، معبد اصلی آناهیتا در اصطخر قرار داشت و سنت شرکت خاندان ساسانی در مراسم‌های این الهه تا دوران شاپور اول پابرجا بود و معبدی هم به نام آناهیتا در بیشابور ساخته شد. معماری عجیب این معبد نشان از هم عنانی با آتش‌پرستی است. در خارک معبدی است که احتمالاً مربوط به این الهه است یا آتشگاهی متعلق به ناهید است. آذر ناهید یا همان آتورآناهیت ایزدی است که در یکی از سه آتش مقدس سرزمین در اصطخر برای او می‌سوخته و ساسانیان نسل در نسل نگهبانان آن بوده‌اند. در نزدیکی گذرگاه شاهی در شهر اونتاش معبدی به «الهه نیکر» است که مسئول زایش است. گیرشمن معتقد است مناسک این الهه در شکل‌گیری صفات آناهیتا نقش اساسی داشته است. پیش از تسلط هخامنشیان، معبد آناهیتا در نقش رستم تخت سلطهٔ ایلامی‌ها بوده و همین باعث شک و شبه گیرشمن در باب تأثیر نیکر در آناهیتا شده است. همان‌طور که اشاره کردیم در زمان اردشیر دوم معابد همدان و شوش ساخته شد و همچنین معابد آناهیتا در هگمتانه و کنگاور در این زمان ایجاد شد. دو نوع معبد در ایران باستان متعلق به آناهیتا بوده است؛ یکی در همدان است که با محیطی ۴۲۰۰ قدمی و عمارت‌های باشکوه به زمان شاه ماد، هوخشتره بازمی‌گردد و معبد دیگر در شوش است که پلینیوس دربارهٔ آن نوشته است: در معبد شوش یک مجسمهٔ بسیار سنگین ناهید که از طلا ساخته بودند برپا بود. این مجسمه در جنگ سردار رومی انطوان به ضد اشک پانزدهم به غارت رفت. در میدان «فورت» بمبئی آتشکده‌ای هست که در کنار آن چاه آبی با ۴/۵ متر عمق قرار دارد، در کنارش حوضچهٔ آبی قرار دارد و میزی که اوستا و آلات مذهبی روی آن قرار داده‌شده است؛ افراد مختلف چه هندی باشند چه پارسی از آب این چشمه می‌نوشند و اگر مایل بودند پولی را به عنوان صدقه در صندوق آتشکده می‌اندازند، در کنار آن‌ها موبدان همچنان مشغول خواندن اوستا هستند؛ می‌توان گفت این تنها یادگاری ناهید است که همچنان در هندوستان و بین مردمان باقی مانده است. علاوه‌بر این‌ها سه معبد دیگر بسیار معروف و مهم در ایران زمین است که در پاسداشت الهه آب ایجاد شده‌ست. یکی کنگاور در منطقهٔ غرب، دیگری در بیشابور، جنوب‌غربی کازرون و تخت سلیمان در آذربایجان قرار دارد.

### معبد آناهیتا در بیشابور
در بیشابور شهر و کاخی مخصوص برای شاپور اول ایجاد شده است و معبد آناهیتا نیز در زیرزمین آن قرار دارد که پس از کنگاور قدیمی‌ترین و مشهورترین معبد آب است؛ این معبد در سال ۲۴۱ میلادی ایجاد شده است. معماری معبد دارای اهمیت بسیاری است و سیستم تنظیم، تقسیم و کنترل آب نیز در آن دارای اهمیت فروان است. عده‌ای معتقدند که به علت فقدان مواد مکتوب یا آثار ناشی از زندگی نمی‌توان فهمید که این مکان متعلق به کدام یک از ایزدان است. اما بنابر معماری این بنا و آنچه در کعبهٔ زرتشت ذکر شده است، می‌توان مطمئن بود که این بنا متعلق به آناهیتا است؛ زیرا در سطر ۸ کتیبهٔ کرتیر در کعبهٔ زرتشت در نقش رستم گفته شده است که شاپور یکم فرمان داده است پرستشگاهی به نام بانو ناهید برپا شود. عده‌ای نیز معتقدند معماری این معبد از معماری آتشکده‌ها الهام گرفته است. فرای می‌گوید معبد آناهیتا، حمام بوده است؛ اما علی اکبر سرفراز استاد باستان‌شناسی گروه تاریخ دانشگاه تهران، که ابهامات بسیاری را در این مسائل رفع کرده است، معتقد است اگرچه در آغاز و با بررسی برخی جهات شبیه به آتشگاه است اما نکات قابل تمایز بسیاری دارد؛ مثلاً چنانچه این مکان را آتشگاه تصور کنیم، آتش در صحن مرکزی درون مجرایی است که در اطراف آن آب در جریان بوده و این موضوع در عملیات باستان‌شناسی دیده نشده و این شیوهٔ نیایش سابقه نداشته است.

#### معماری معبد
حسن پیرنیا معتقد است این معبد در دورهٔ پارتی ایجاد شده است اما سرفراز می‌گوید حجاری و معماری آن و تزییناتش مربوط به دورهٔ هخامنشی است. معماران این معبد در کمال دقت و با مهارت‌های فنی، ایمان و اعتقاد راسخ این بنا را ایجاد کرده‌اند. معبد مکعبی شکل و بدون سقف ساخته شده است و به وسیلهٔ راه پله‌ای از سطح زمین به داخل معبد راه پیدا می‌کند. آبی که از رودخانه وارد بنا می‌شود، توسط سنگی به سه مجرا تقسیم می‌شود؛ این گردش نشان از احترام به ایزد بانو آناهیتا است؛ سپس از سه کانال وارد صحن مرکزی می‌شود و برای خروج آب نیز از همین اصل استفاده شده است. معبد بیشابور در مقایسه با معبد کوچک آناهیتا در کنار مجموعه آتشکدهٔ آذر گشسب دارای شباهت‌های بسیاری است و سیستم گردش آب در معبد و کیفیت ساختمانی هر دو اثر وجوه اشتراک بسیاری دارد و وجه تمایز آن‌ها مسقف بودن معبد آناهیتایی آتشکده آذر گشسپ است. پرستشگاهی که مقابل کاخ اول قرار دارد، احتمالاً به ایزد بانوی آب‌ها تعلق دارد. روش ساختمانی آن رومی است و همانند دیوارهای شهر فیلیپولیس در سوریه ساخته شده است، تیرهای چوبی سقف آن نیز توسط سرستون‌های گاومیش‌ها نگهداری می‌شود که اقتباسی از سرستون‌های شوش و تخت جمشید است.

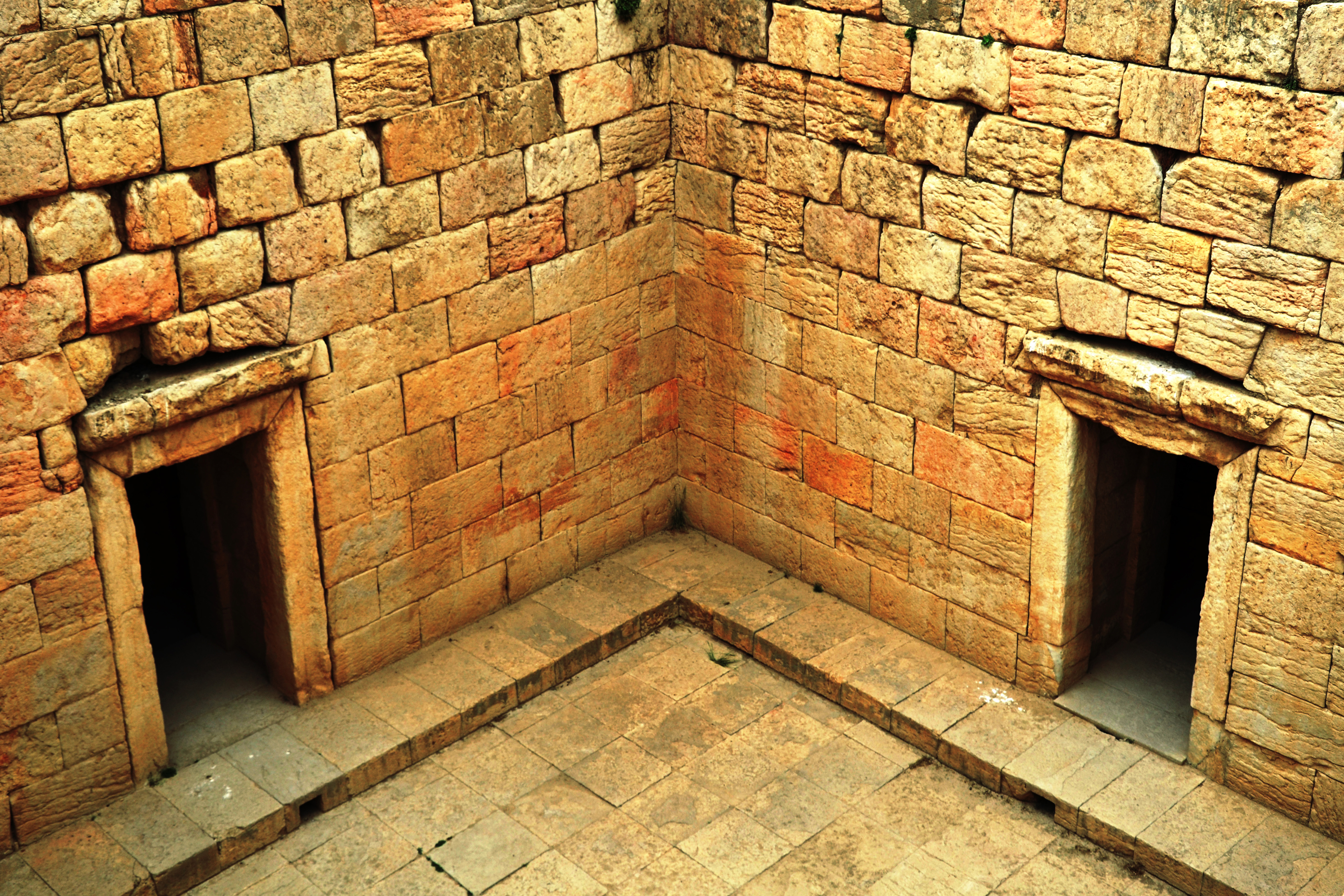
نمای درونی معبد آناهیتا
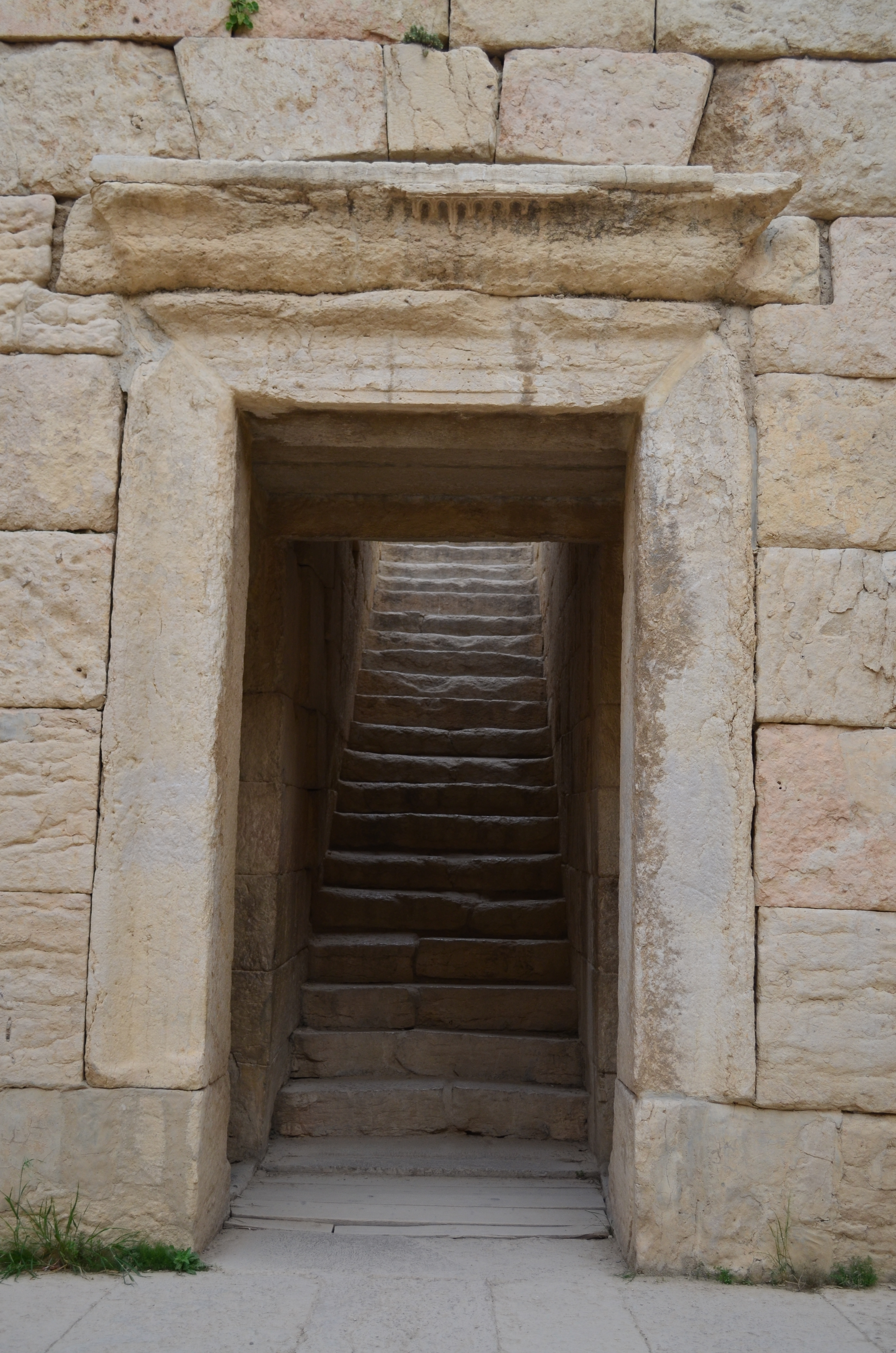
پله‌ها و سردر معبد
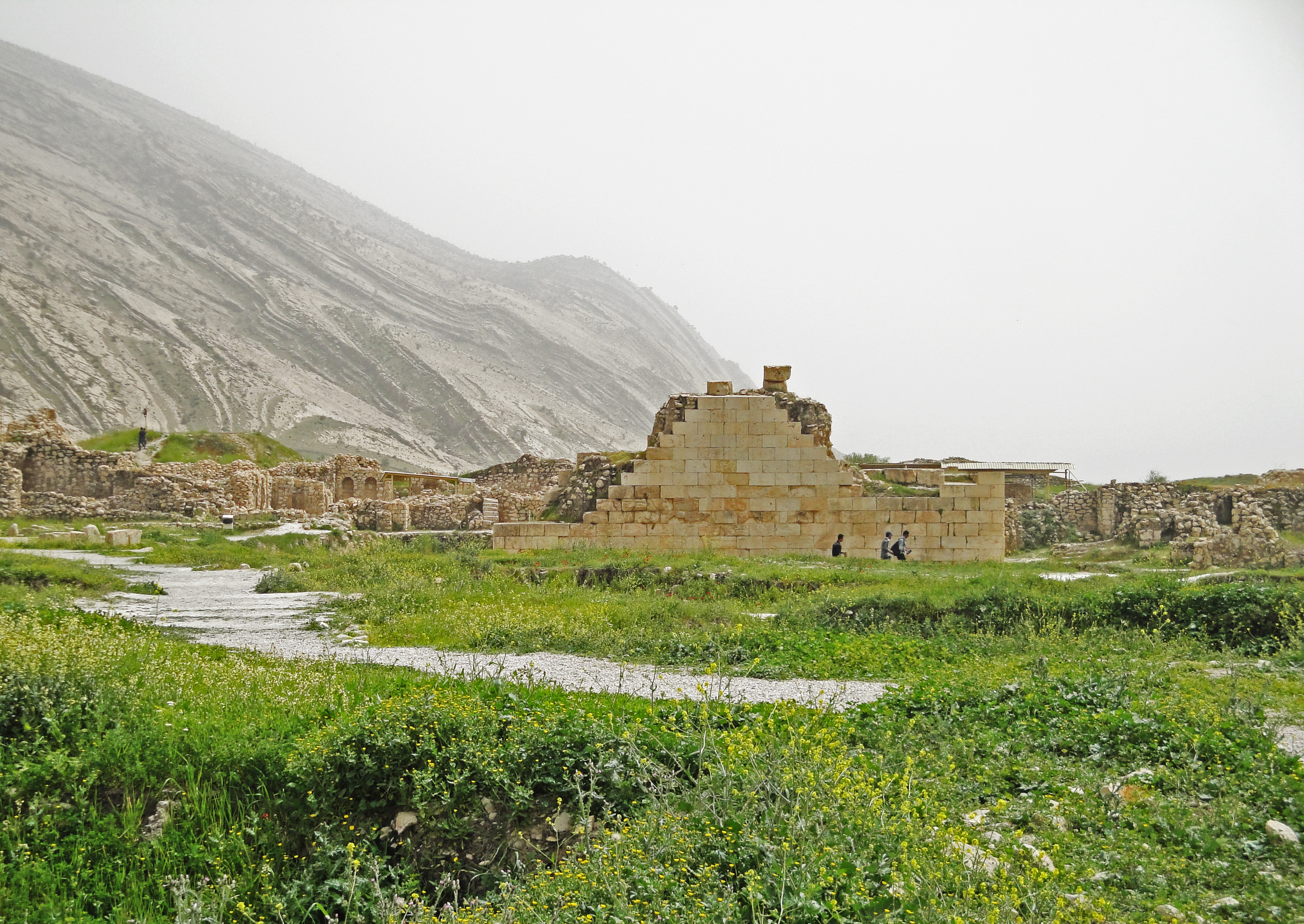
نمایی کلی از معبد آناهیتا در بیشاپور
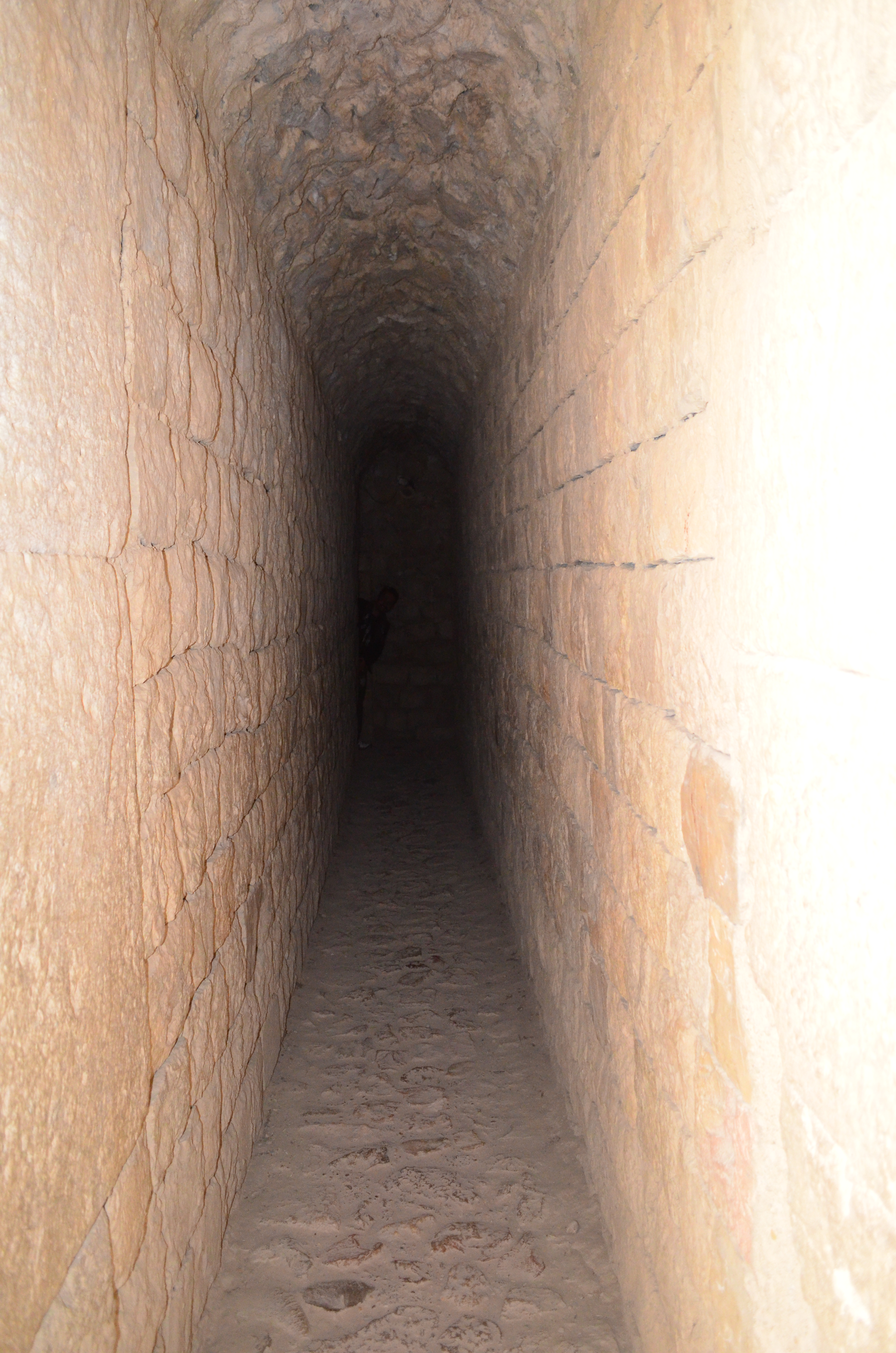
داخل معبد
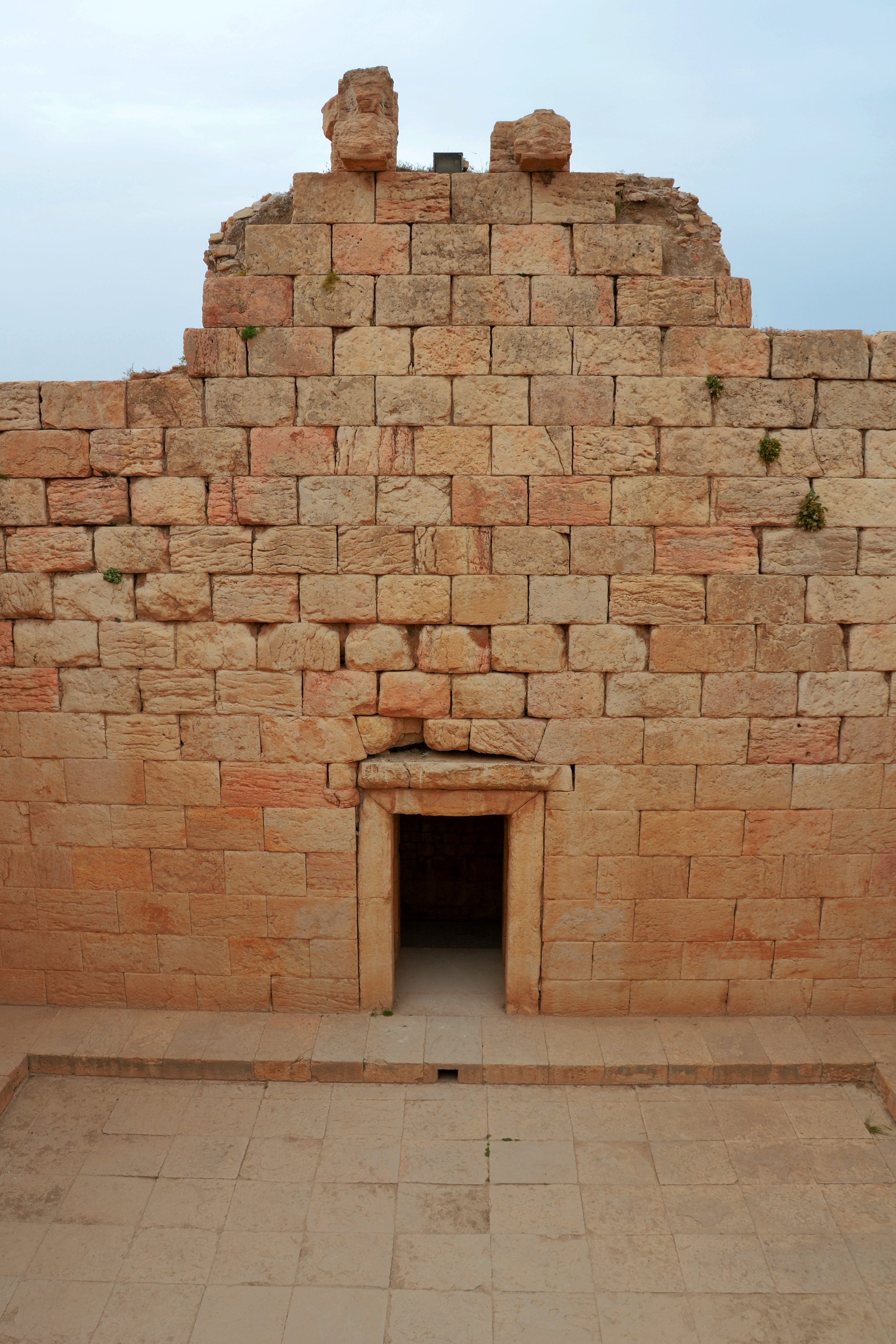
دیوار داخلی  معبد آناهیتا

### معبد کنگاور
کنگاور یکی از شهرهای استان کرمانشاه است که در میان شهرهای تویسرکان، نهاوند، قروه، خدابنده‌لو و صحنه واقع شده است و تا همدان صد کیلومتر فاصله دارد. این شهر در مسیر تجاری جاده ابریشم قرار داشته و معبد آناهیتا یکی از بزرگ‌ترین معابد بوده که در بین همدان و کرمانشاه قرار دارد. اهالی این محل از سنگ‌های معبد و ملاط قطور آن برای خود خانه ساختند و این بنا در نوشتهٔ جهانگردان به نام «کاخ خسرو و شیرین» آمده است و این که از چه زمانی با عنوان معبد آناهیتا خطاب می‌شده جای تأمل دارد. اولین شخصی که دربارهٔ کنگاور مطلب نوشته است، ایزیدور از اهالی خاراکس است که در سال ۳۷ م مطالب خود را نقل کرده است؛ سپس تکسیه در سال ۱۸۳۹ م و فلاندن در ۱۸۴۰ میلادی پلان معبد آرتمیس را که ایزیدور در کتاب «ایستگاه‌های پارت» توصیف کرده است، بیان کردند؛ اما به علت نبود مجوز حفاری، طرح اصلی را نیافتند و آن را با معبد «پالمیرا» مقایسه نمودند و برحسب معماری یونانی ارزیابی کردند. اما دربارهٔ بیانات این مورخ باید گفت: عده‌ای معتقدند او در واقع معبد آرتمیس «خدای شکار یونانی» را توصیف کرده و آرتمیس را مقابل آناهیتا و بنای کنگاور را متعلق به او می‌دانند. آن‌ها در مورد طرح نهایی و کلی بنا دچار اختلاف شدند. اما عده‌ای دیگر معتقدند بنای کنگاور، معبد نیست و ایزیدور این منطقه را به علت فراوانی شکارش معبد آرتمیس خوانده و هیج ربطی به آناهیتا ندارد. مسعود آذرنوش رئیس پژوهشکدهٔ باستان‌شناسی سازمان میراث فرهنگی، که درواقع مسئول حفاری این منطقه هم بوده است، معتقد است هیچ شباهتی بین این بنا و معبد آناهیتا نیست و آنجا تنها شکارگاه سلطنتی بوده است. یاقوت حموی نیز در معجم‌البلدان می‌نویسد: 
| « | قصر کنکور شهرکی است میان همدان و قرمیسین؛ آنجا قبلاً مقر پسر شاهنشاه ساسانی، خسروپرویز بوده ولی خود شاهنشاه در کنگاور سکونت داشته است. | » |

 آذرنوش و سرفراز تعبیر اشتباهی که برای این معبد صورت گرفته است را به خاطر توصیفات ایزیدور می‌دانند، اما می‌گویند این بنا اگر معبد هم بوده‌باشد، معبد آرتمیس است و می‌افزایند که آن‌ها ایزد آناهیتا را در یونان آنایی‌تیس می‌نامیدند و او را آرتمیس آنایی تیسس توصیف می‌کردند که در گویش پارسی باستان آناهیت و در پهلوی آناهید و در فارسی امروزی ناهید سروده شده است. کامبخش‌فرد با تکیه برنظر مورخان و باستان‌شناسان یونانی، رومی، تازی و پارسی بیان داشته است، این مکان را «کاخ خسرو پرویز»، «تفرجگاه خسروپرویز»، «شکارگاه خسروپرویز» و کاخ اختصاصی معشوقهٔ عیسوی خسرو پرویز، شیرین بیان کرده‌اند؛ اما نتیجهٔ بررسی‌های خودش را این چنین بیان می‌کند «معبد آناهیتا زیر قله‌های برف اَمروله است و معبد همدان او در شرف چشمه‌های الوند است.» معبد آناهیتا، در دوران اردشیر دوم هخامنشی بنیان نهاده‌شده است تا در جهت خشنودی این الهه کاری به انجام رسانده باشد. باستان‌شناسان این پرستشگاه را مربوط به قرن ۵ هجری می‌دانند و احداث آن را بین سال‌های ۲۲۴ تا ۲۵۳ پیش از میلاد ذکر کرده‌اند. اما براساس تحقیقات هیئت ژاپنی، احداث آن به قرن ۵ قبل از میلاد بازمی‌گردد. تاریخ بعدی مربوط به سال ۱۸۱ ق. م است یعنی دورهٔ پارت‌ها، تاریخ سوم از ابتدای میلاد مسیح سال ۸۰۰ / ۱۸۰۰ م تخمین زده شده است. اعراب پس از حمله به ایران و تصرف مناطق مختلف، معبد کنگاور را «قصر اللصوص» نام‌گذاری کردند.

#### معماری معبد
براساس گفته‌های پیرنیا، پلکان و معماری معبد آناهیتا در دورهٔ پارتی ساخته‌شده و در زمان ساسانیان بازسازی شده است. باستان‌شناسانی که معبد ناهید کنگاور را از لحاظ زمین‌شناسی و مقایسه‌های ابنای مختلف بررسی کرده‌اند، می‌گویند عناصر موجود در آن مربوط به دوران هخامنشی است.
- پلکان دو طرفه: مهم‌ترین عنصر این بنا است که به طول ۱۵۴ متر به صورت دوطرفه به دیوار جنوبی معبد تکیه داده‌شده است.
- حجاری ستون‌ها و اجزای آن‌ها: ستون‌ها از طرح دریک تأثیر پذیرفته است اما علاوه‌بر آن از معماری باستانی منطقهٔ آذربایجان- کردستان نیز بهره گرفته است.
- عاری از تندیس: معبد ناهید، هیچ بت یا مجسمه‌ای ندارد و تنها مظاهر ذهنی از آناهیتا در نظر گرفته شده است.

گیرشمن معتقد است معبد ناهید به سبک یونانی و ایرانی تعلق دارد.

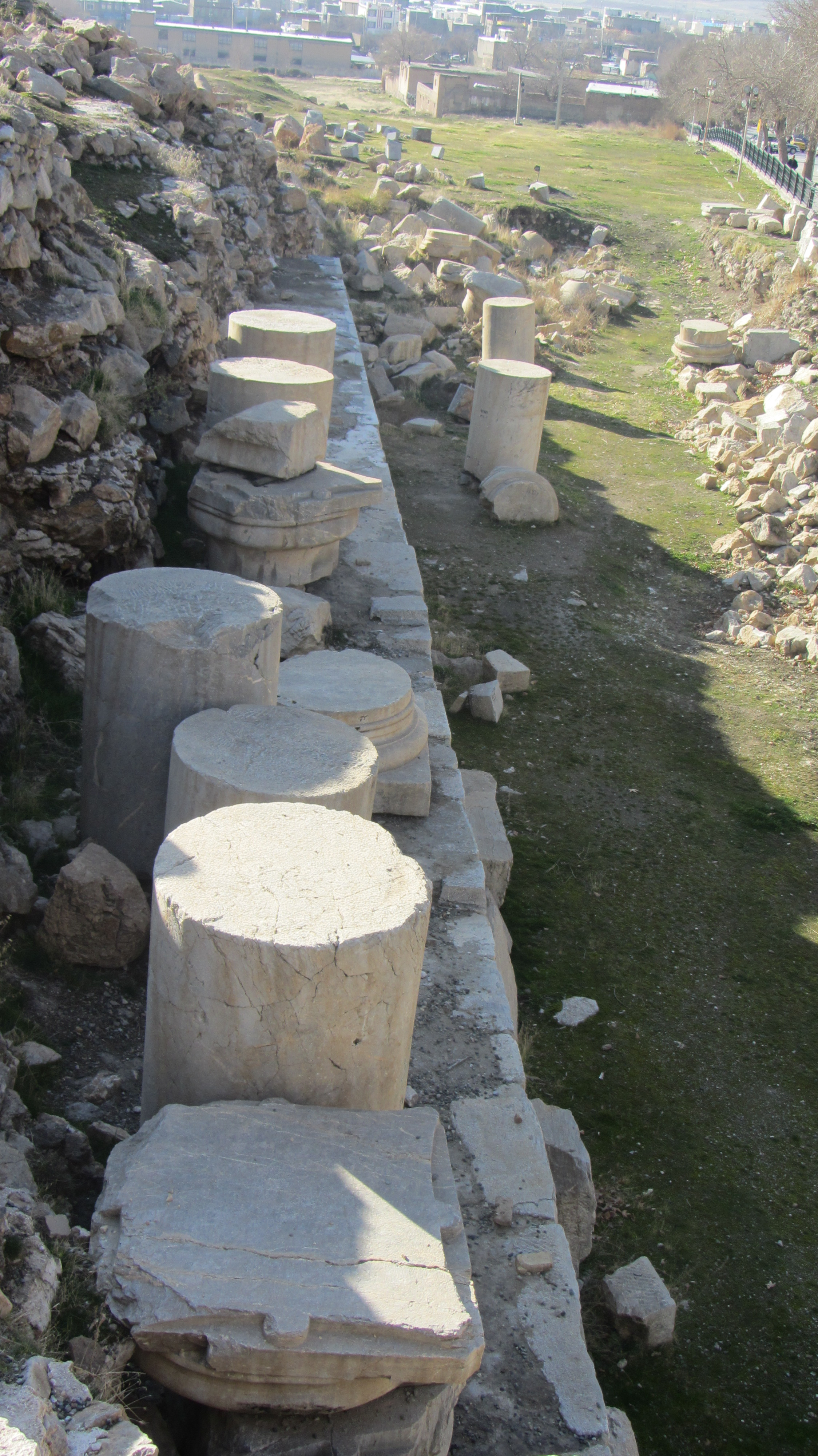
قسمتی از ستون‌های تخریب‌شدهٔ معبد
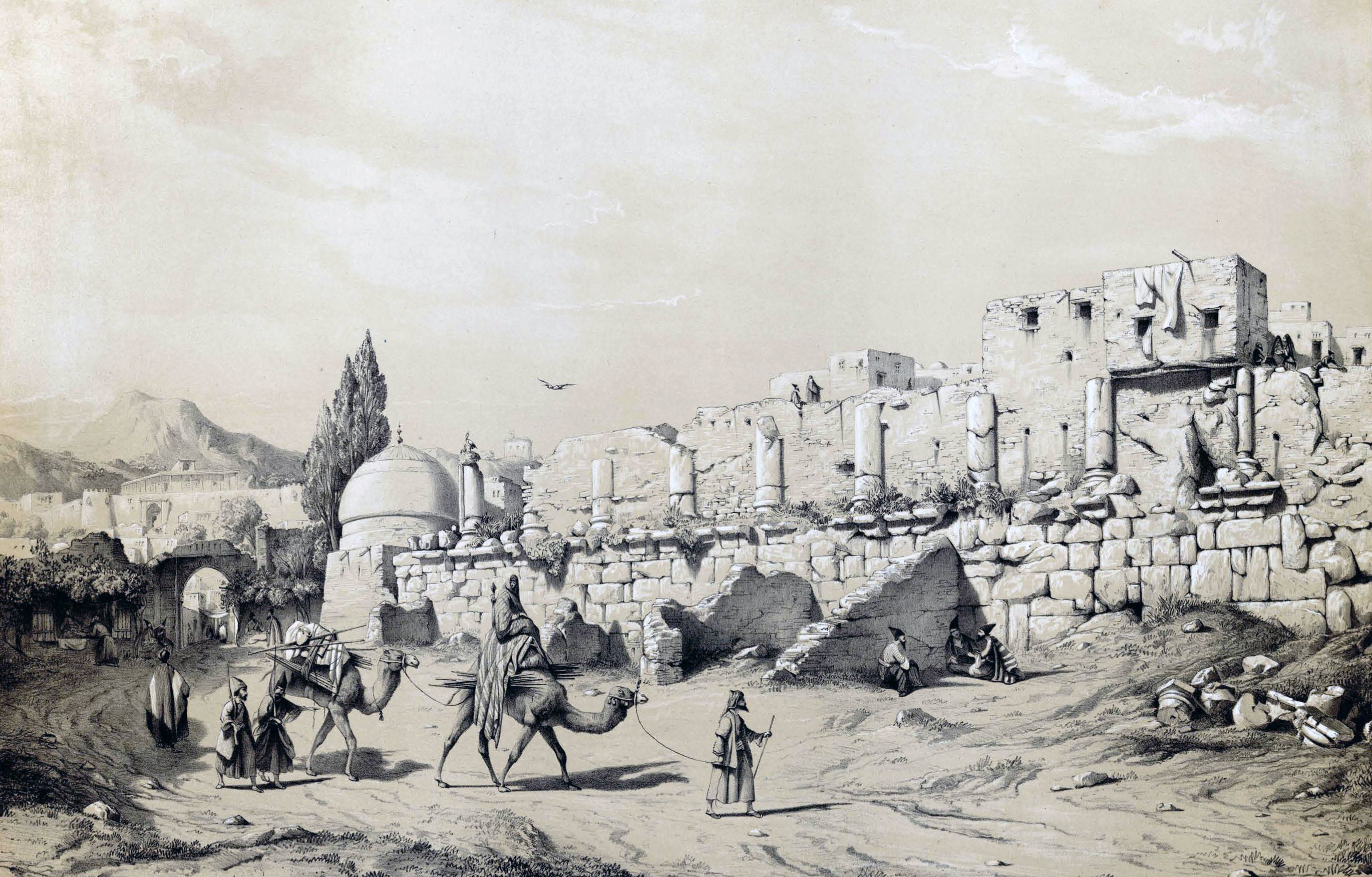
نقاشی فلاندن از معبد آناهیتا در کنگاور
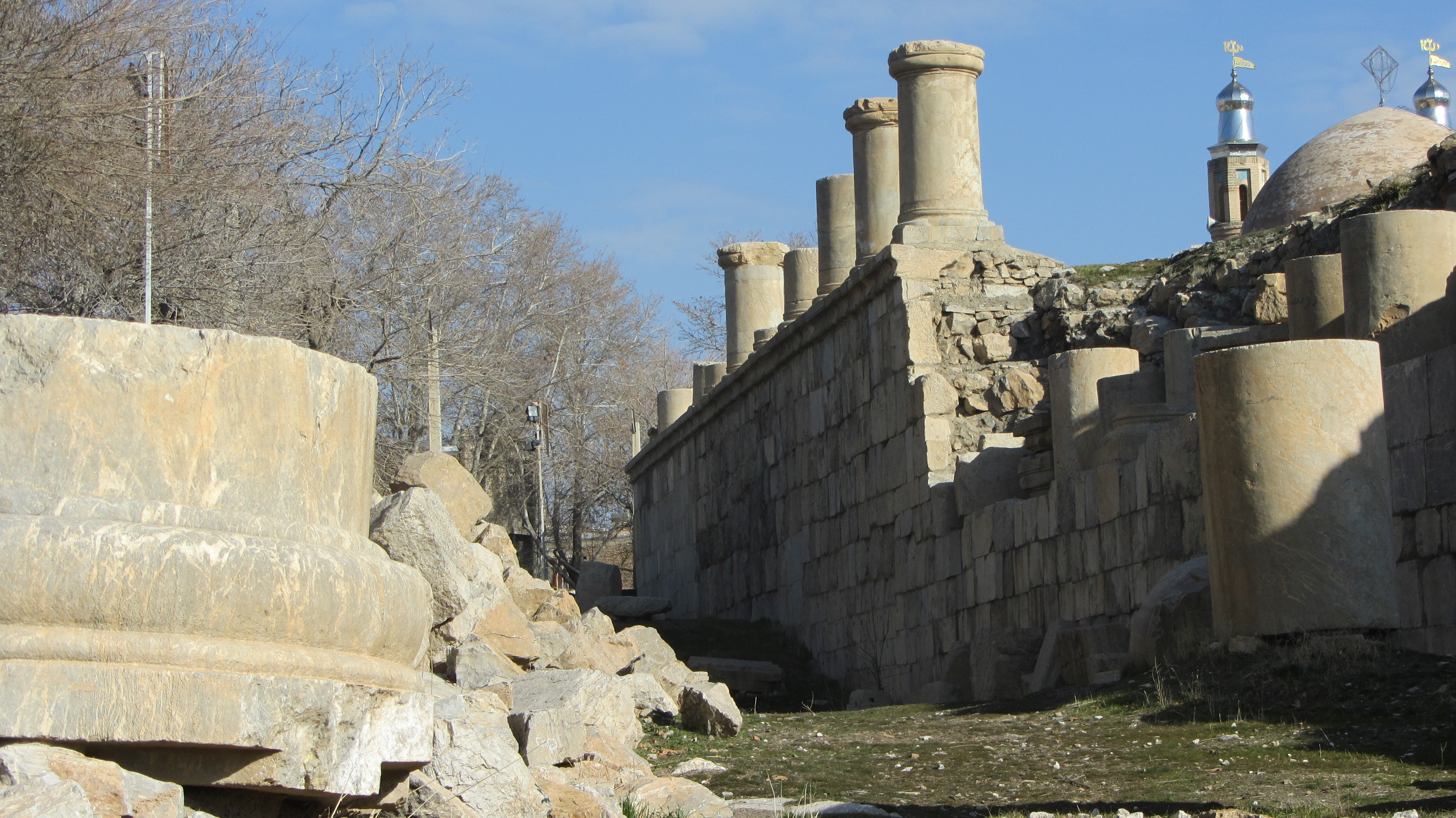
ستون‌های معبد کنگاور
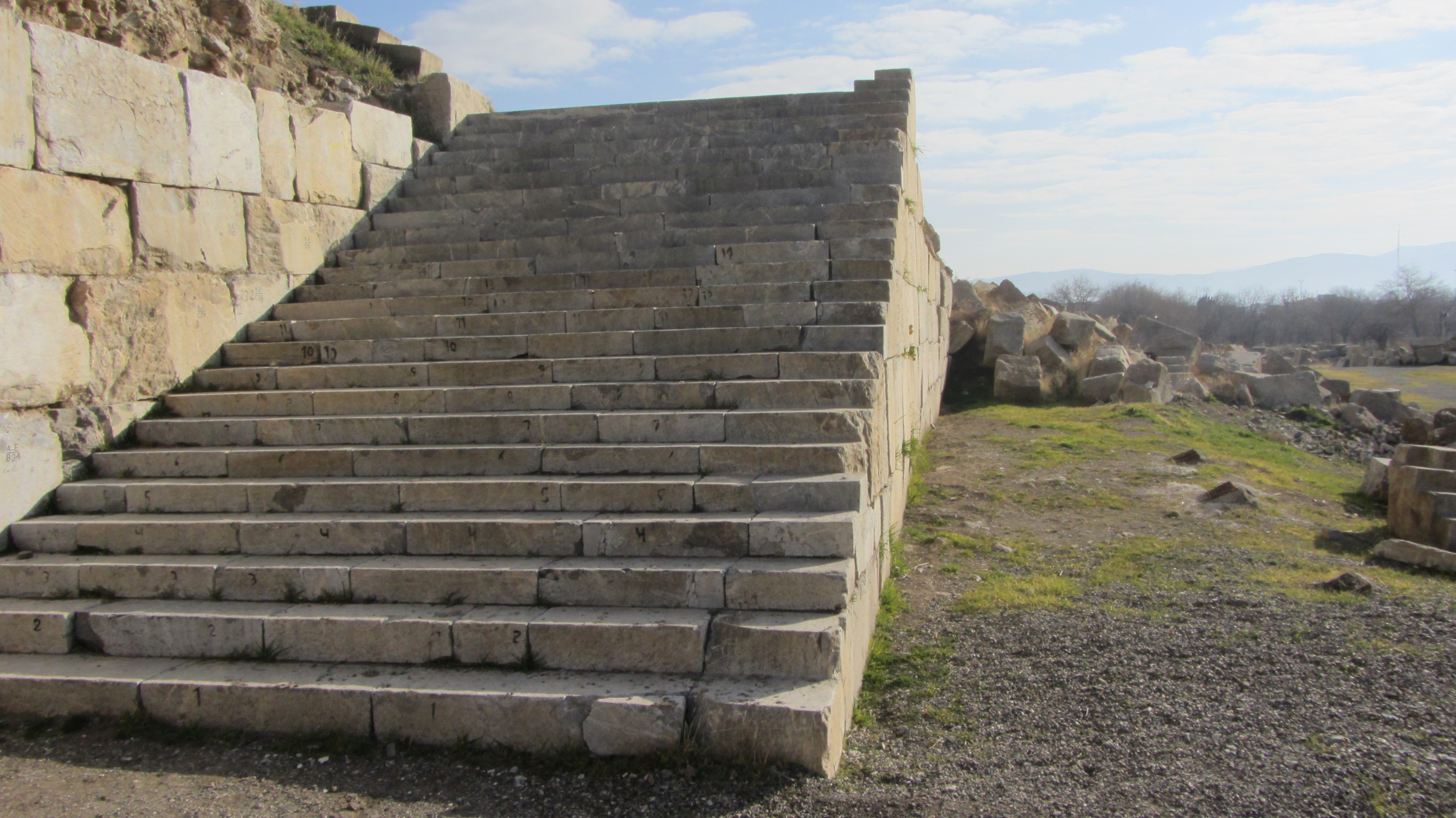
پلکان معبد

### معبد اصطخر
در پاسارگاد معبدی برای آناهیتا وجود داشت که شاهان به هنگام تاج‌گذاری در این معبد حضور پیدا می‌کردند. کلاه تیا و بالاپوش سلطنتی را می‌پوشیدند و سپر و نیزه‌ای مخصوص دریافت می‌کردند، که عموماً بر روی سکه‌ها همین‌ها نقش بسته است. آرم سلطنتی هم در بنایی برجی شکل در پاسارگاد نگهداری می‌شد و دری بزرگ بر آن قرار داشت که به وسیلهٔ تعدادی پله به آن دسترسی پیدا می‌کردند و شاه به هنگام تاجگذاری برای این که شکوه و عظمت خود را نشان دهد، بالای این پله‌ها می‌ایستاد. پیش از اردشیر دوم سلطنت با نام اهورا مزدا آغاز می‌شد، اما در زمان اردشیر دوم پرستش ناهید باب شد و نام او بر سنگ‌ها حک شد. جد اردشیر اول ریاست معبد اصطخر را که متعلق به آناهیتا بود، برعهده داشت و ساسانیان در طول فرمانروایی خود علاقهٔ بسیاری به این معبد داشتند. در این بنا آتشکده‌های مختلفی وجود داشت که هر کدام مخصوص به خدایی بود و همهٔ خدایان در همان‌جا عبادت می‌شدند. معبد اصطخر به صورت مستطیلی بود، پلکان‌هایی برای آن وجود داشت که راه اتصال به معبد بود. معبد اصطخر تاحدودی به عبد بابل شباهت داشت. طول بنا ۷۲ متر، عرض آن ۴۰ متر و دارای ۶ متر ارتفاع بود و آتشدانی در میان آن قرار داشت که همواره آذر مقدس در آن می‌سوخت. این آتشکده هشت در و چند اتاق هشت گوشه دارد. طبری می‌گوید: «اردشیر پس از آنکه در مرو به جنگ پرداخت، جمعی از سران آنجا را بکشت و سر آن‌ها را به آتشکده ناهید (اصطخر) فرستاد و آنگاه از مرو بازگشت.» به فرمان اردشیر سرها را به دیوارها آویختند و پوست اردوان پنجم را که شکست خورده‌بود، کندند و به نمایش گذاشتند. این معبد هنگام حملهٔ اعراب مقاومت بسیاری کرد و به همین خاطر نابود شد. پس از مدتی بر روی ویرانه‌های باقی ماندهٔ آن مسجدی بنا شد.
مسعودی می‌گوید در زمان او این قسمت به مسجد سلیمان معروف بوده و خرابه‌های آن را این چنین توصیف می‌کند: «من آیت مسجد را دیده‌ام. تقریباً در یک فرسنگی اصطخر واقع است… در آنجا ستون‌هایی از سنگ یکپارچه با قطر و ارتفاع حیرت‌بخشی دیدم که برفراز آن اشکال اسب و حیوانات عجیب نصب بود و شخص را به حیرت می‌افکند.»

### معبد شوش
اردشیر دوم در مناطقی معبد ساخت که مسکونی بود و باستان‌شناسان تنها آثار محدودی از مکان‌های غیر مسکونی این مناطق پیدا کرده‌اند. به دور از کاخ‌های هخامنشی شوش، پی‌هایی از یک معبد باستانی در زیر خاک کشف شد که حال نیز همان‌ها ناپدید شده‌اند. کاوشگران نقشه‌ای از این مکان‌ها تهیه کردند که حیاطی چهار گوشه دارد، اتاق‌های تنگ و باریک که به سه سمت باز می‌شده و سمت چهارم آن دالانی ستون‌دار بوده است. پشت همین دالان اتاقی مربعی شکل وجود داشته که دری بر آن قرار داشته است و حدس می‌زنند میان این اتاق و چهار ستونی که در آنجا قرار داشته، شی مورد پرستشی قرار می‌گرفته است. در شوش یک پایه ستون که شبیه به ناقوس بود یافت شد که در آن نام اردشیر ذکر شده‌بود و به همین خاطر حدس می‌زنند این معبد هم مربوط به او باشد و البته پایه‌های ستون‌های این معبد هم شبیه به همان ستون ناقوسی بوده‌اند. هرتسفلند معتقد است معبد شوش جزء بزرگ‌ترین و مهم‌ترین معابد دوران بوده است. آنتیوخوس چهارم به هنگام حمله به ایران زمین قصد تصرف شوش را داشته، اما با مقاومت شدید مردم و اهالی روبه‌رو می‌شود و نمی‌تواند گنجینه‌های معبد را غارت کند. مدتی بعد پادشاه دیوانه می‌شود و مردم می‌گویند حالت دیوانگی به خاطر این است که بانو ناهید به خاطر سو قصدش او را مجازات کرده است. پلینیوس می‌گوید مجسمه‌ای از ناهید در این معبد قرار داشته که از طلای خالص بوده و به هنگام نبرد میان آنتونیوس سردار رومی و اشک پانزدهم یا فرهاد چهارم این مجسمه دزدیده می‌شود.

### معبد هگمتانه
در همدان معبدی برای ناهید قرار داشت که مجلل و باشکوه بود. پلینیوس می‌گوید تمام درهای این معبد از چوب سرو ساخته شده و روی همهٔ آن‌ها از طلا پوشیده شده است. بام آن از نقره پوشیده شده‌بود و مثل خورشید نورانی بوده است. ستون‌ها، رواق‌ها و تیرهای سقف همه از فلزاتی گرانبها پوشیده شده است. هنگامی که آنتیوخوس وارد این شهر می‌شود، همهٔ ستون‌ها با صفحه‌های طلایی پوشیده شده‌بود، این معبد در زمان حملهٔ اسکندر به ایران غارت شد و هرچه هم باقی مانده‌بود در زمان آنتیوخوس، پادشاه سلوکی غارت شد که جمع آن برابر با هزار تالان بود. اردشیر دوم که با دختر خود آتوسا ازدواج می‌کند به هنگام بیماری شدید همسر خود در مقابل آناهیتا در این معبد زانو می‌زند و فضایی که حدود ۲۹۰۰ متر بوده یعنی مابین قصر و معبد، پر از سیم و زر و اسب می‌کند تا همسرش بهبود یابد. خاراکسی در مورد راه‌های دوران اشکانی کتابی نوشته که در آن دوران این معبد وجود داشته است. او در مورد هگمتانه می‌گوید: «در یک معبد وقف آناهیتا مردم همیشه قربانی می‌کنند.» خاراکسی می‌گوید این معبد دو بار غارت شده و «کاشی‌های زرین و سیمین آن به یغما رفت.» اما احتمالاً دوباره بازسازی شده چون یکبار در زمان او قربانی‌هایی در این نیایشگاه فرستاده شده. اسکندر و آنتیوخوس این معبد را به کل نابود کردند.

### تخت سلیمان
در آذربایجان در درهٔ عمیقی بین شهر بیجار و میان‌دوآب، محوطه‌ای باستانی است، به نام تخت سلیمان که به عنوان یکی از پایتخت‌های اشکانیان نیز شناخته می‌شود. این بنا مربوط به پیش از ساسانیان است و در تپهٔ شمال‌غربی دریاچه شهرکی است که قدمت آن به هزاره اول قبل از میلاد بازمی‌گردد. تخت سلیمان در اواخر دوره ساسانی به خصوص خسرو اول و خسرو دوم بیشتر مورد توجه قرار گرفت. باستان‌شناسان آلمانی که این مکان را بررسی کرده‌اند،نتایج خود را این گونه بیان می‌کنند: «دو اتاق در محور عرضی آتشکده سقف گنبدی یکی به عنوان مرکز پرستش آتش و دیگری احتمالاً مرکز پرستش آب با یک ارزش موازی در کنار هم قرار دارند.» در قسمت شرق آتشکده حیاطی مرکزی شکل است که گفته‌شده متعلق به ناهید است.

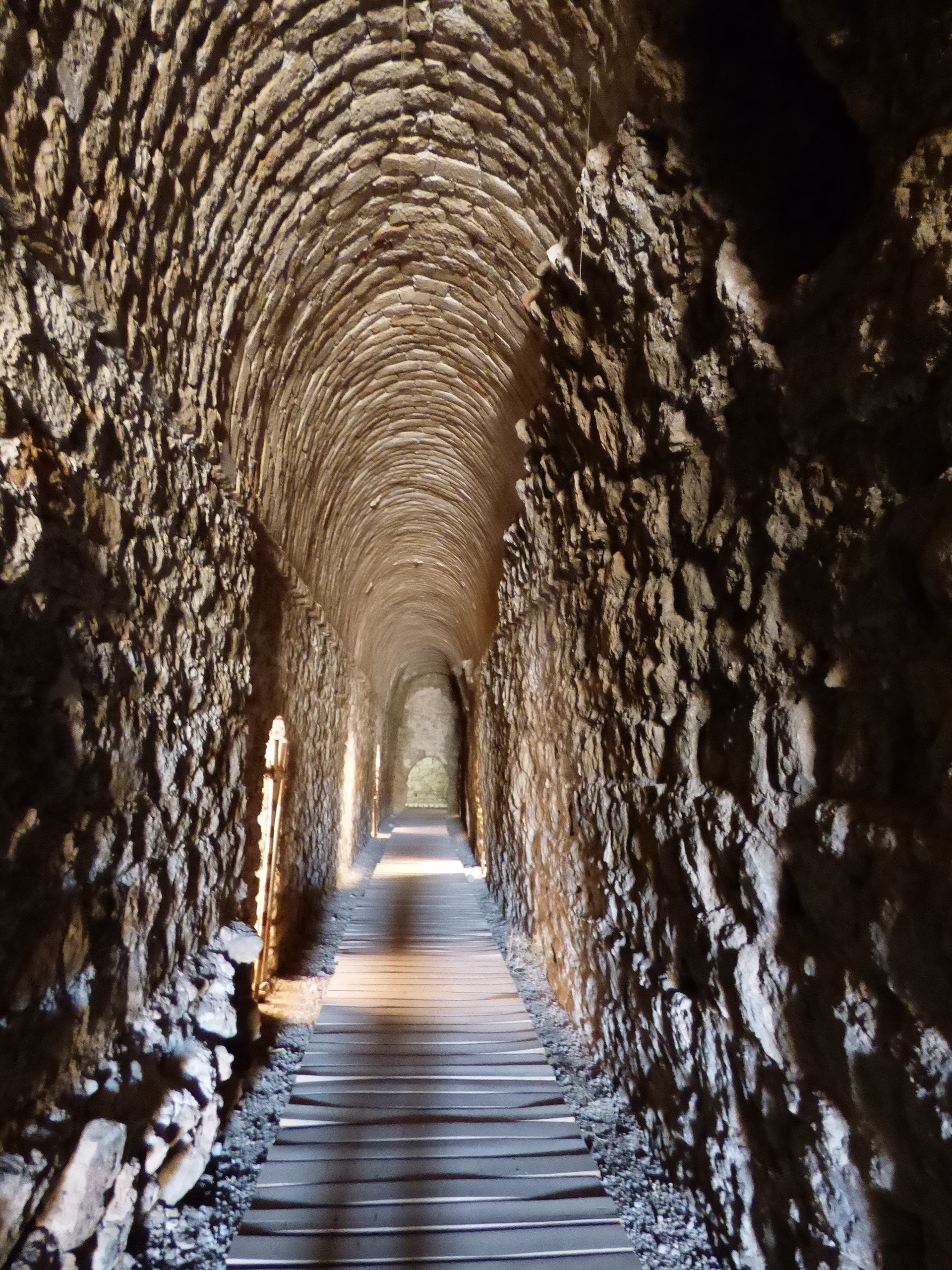
دالان معبد
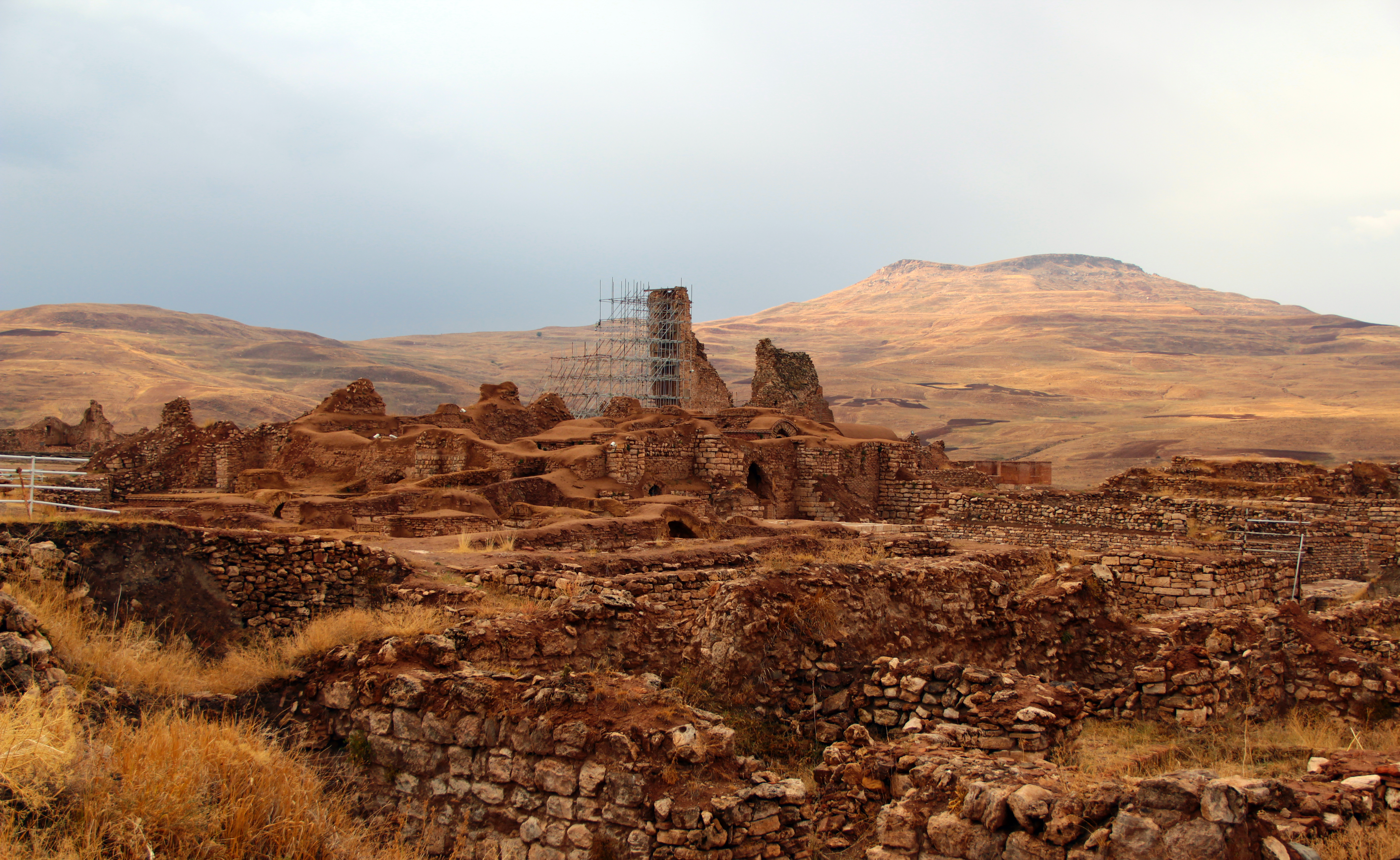
نمای کلی تخت سلیمان
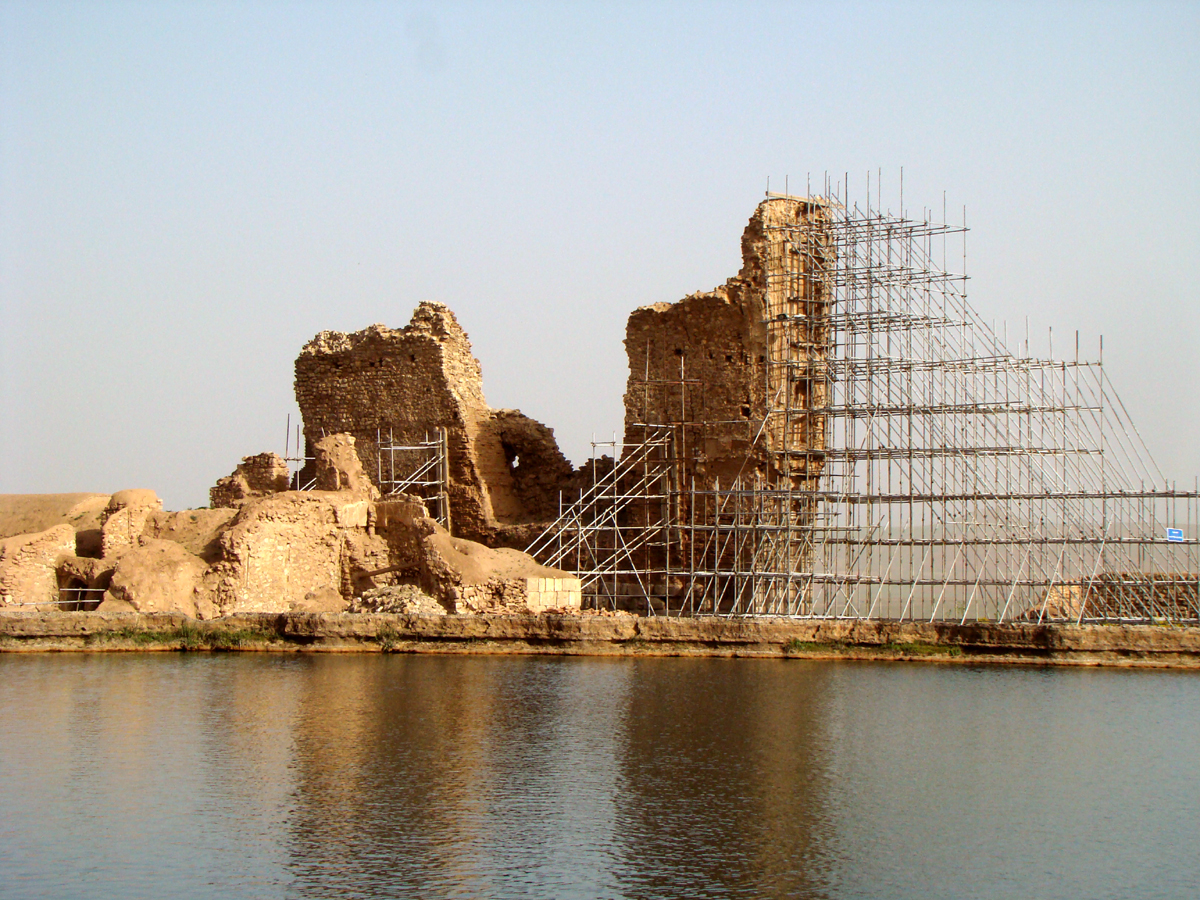
آتشکدۀ تخت سلیمان

### معبد ارز
در قرن ۱ میلادی شهرت معبد آناهیتا در ارز بیشتر شد این مکان یکی از مقدس‌ترین و مجلل‌ترین مکان‌های ارمنستان بود. در این معبد مجسمه‌ای از جنس طلا از ناهید ساخته شده‌بود که سربازان مارک آنتونی در سال ۳۴ ق. م مجسمه را دزدیدند، خردش کردند و قطعات مجسمه را بین خود تقسیم کردند. آسیلسین مرکز این مذهب بود که بعد از مدتی به انائتیکا تبدیل شد. در نزدیکی مرز اپیریا، در جوار رودخانهٔ کوروش سرزمین دیگری وجود داشت که به آنائتیس معروف بود و معبدی داشت که آن هم وقف ناهید بود. پادشاهان بسیار به ارز و معبدش علاقه داشتند. البته رابطهٔ نزدیکی با حکومت ملی هم داشت چرا که شاهان هر ساله در روز جشن الهه با هدایا، قربانیان و گل‌های بسیار به این معبد می‌رفتند و آن‌ها را پیش‌کش ناهید می‌کردند. در سال ۳۶ ق. م در ساتالا نیز سری از جنس مفرغ یافتند که احتمالاً آن هم متعلق به ناهید بوده است.

### معبد زلا
زلا شهری بود در ارمنستان که معبدی برای آناهیتا در آنجا ساخته‌شده‌بود. این معبد محل برگزاری جشن‌های مهم و بزرگ اهالی پونتوس و جشن‌های دینی بوده است. درواقع این معبد تاحدی اهمیت داشت که پادشاهان زلا را معبدی برای خدایان معرفی کردند نه یک شهر. در شهر زلا، آناهیتا به همراه اومانوس و اناداتس پرستیده می‌شود. کاهنی که نگهداری و مواظبت از این معبد را برعهده داشت بسیار ثروتمند بود و هرچیزی که داشت به خدمهٔ معبد هم واگذار می‌کرد.

## آتشکده‌های ناهید
سه آتشکدهٔ زیر جزء معروف‌ترین پرستشگاه‌های ناهید بوده‌اند:
- آتشکدهٔ آذرگشسب: این آتشکده در آذربایجان واقع شده است و گرداگرد دریاچه‌ای است که عمق آن را نامحدود می‌دانستند.
- آتشکدهٔ آذر برزین‌مهر: آتشکده‌ای بود که در خراسان در کوه‌های ریوند، شمال غربی نیشابور قرار داشت.
- آتشکدهٔ آذر فرنبغ: این آتشگاه براساس آنچه در بندهش گفته شده در کوه رشن در کابل قرار دارد. اما ویلیام جکسن جای این آتشکده را کوه درخشان در نزدیکی کاویان فارس می‌داند و استناد او برمبنای بندهش ایرانی است و براساس آنچه طبری گفته، ساسان نگهداری این معبد را به عهده داشته و همواره این دودمان به این معبد علاقهٔ خاصی داشتند.[۱۶۶]

## قلاع و پل‌های دختر
آثاری که با نام دختر باقی مانده است به این شکل نیست که معبد دختر و ناهید باشد؛ بلکه آثاری است که به دلیل نزدیکی به معابد دختر به این نام معروف شده است یا به خاطر بقای این فرشته این نام بر مکان‌ها و بناها اطلاق شده است. این بناها که با عنوان دختر معروف شده مربوط به ستایش اناهید و ایشتار است. بناهایی که منسوب به دختر است دیگر شادابی گذشتهٔ خود را ندارد و بیشتر تخریب شده و گذشتهٔ خود را زیر خاک پنهان ساخته است.
قلاع دختر:
- قلعه دختر فارس: در ۶ کیلومتری فیروزآباد قرار دارد و احتمالاً اردشیر بابکان آن را بنا کرده است.
- قلعه دختر باکو: در بادکوبه آذربایجان این قلعه کنار برجی دیگر قرار گرفته که آن هم به برج دختر معروف است.
- قلعهٔ دختر خراسان: این قلعه بین مشهد و تربت حیدریه قرار دارد. معبدی پایین کوه قرار دارد و در فراز آن قلعه دختر و قلعهٔ پسر واقع شده است. این دو قلعه مربوط به معبد پایین تپه است و معماری آن به دورهٔ ساسانی بازمی‌گردد.
- قلعهٔ دختر میانه: ۲ کیلومتری شمال پل دختر و روی صخره‌ای بزرگ قرار گرفته است. این قلعه از آجر ساخته شده است و گرد آن بارویی قرار دارد.[۱۶۹][۱۷۰]

پل‌های دختر:
پل دختر میانه که مربوط به قرن ۶ هجری است و توسط شاه عباس ویران شد، یکی از این پل‌ها است. دیگری پل لرستان است که متعلق به دوران ساسانی است و آخرین پل که با فاصلهٔ ۱۵ هزار متری از جادهٔ جنوبی مهرآباد قرار دارد، معروف به پل دختر شهریار است.

### چهل دختران
بسیاری از بناهای تاریخی با عدد ۴۰ آغاز یا خاتمه می‌یابد. پس باید تصور کرد که یا در معبد ناهید ۴۰ مجسمه از بغان وجود داشته است یا به خاطر تعداد بسیار بت‌ها آن‌ها را با عدد ۴۰ به حساب می‌آوردند. مشخصات این نوع بناها این است که بر فراز کوه‌ها ساخته می‌شدند و جنبهٔ عبادتگاه داشتند، مثل چهل چراغ، چهل منار اصطخر و چهلستون. ناهید اختصاصاً خدای زنان و دختران بود و به همین خاطر از دوران کهن می‌توان صورت‌های زیبا و زشتی از این نوع مراسم‌ها یافت.

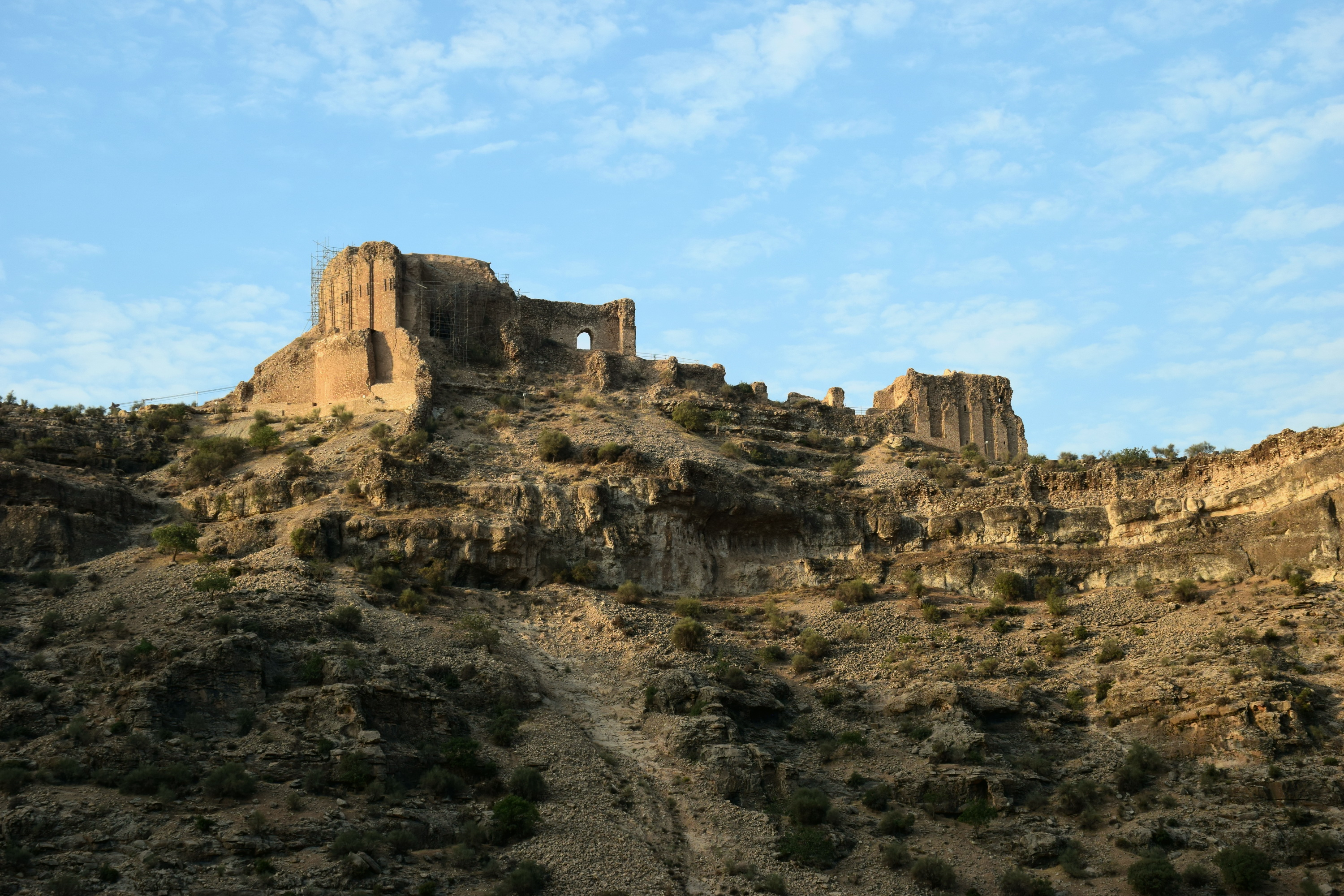
قلعه دختر فیروزآباد
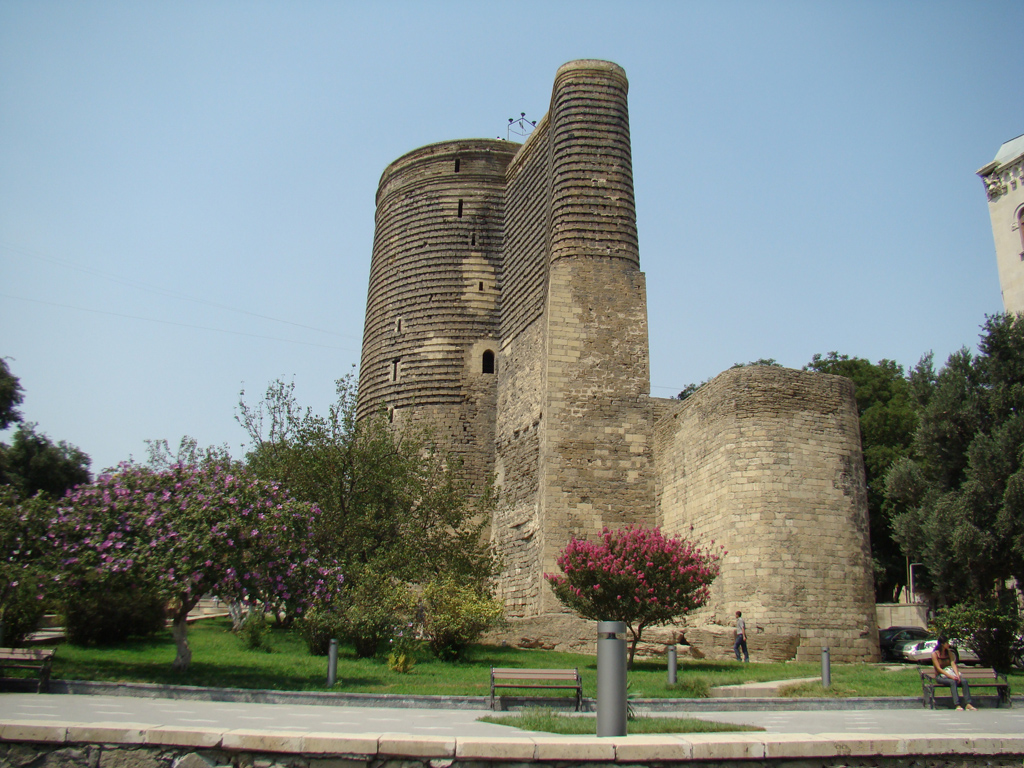
قلعه دختر باکو
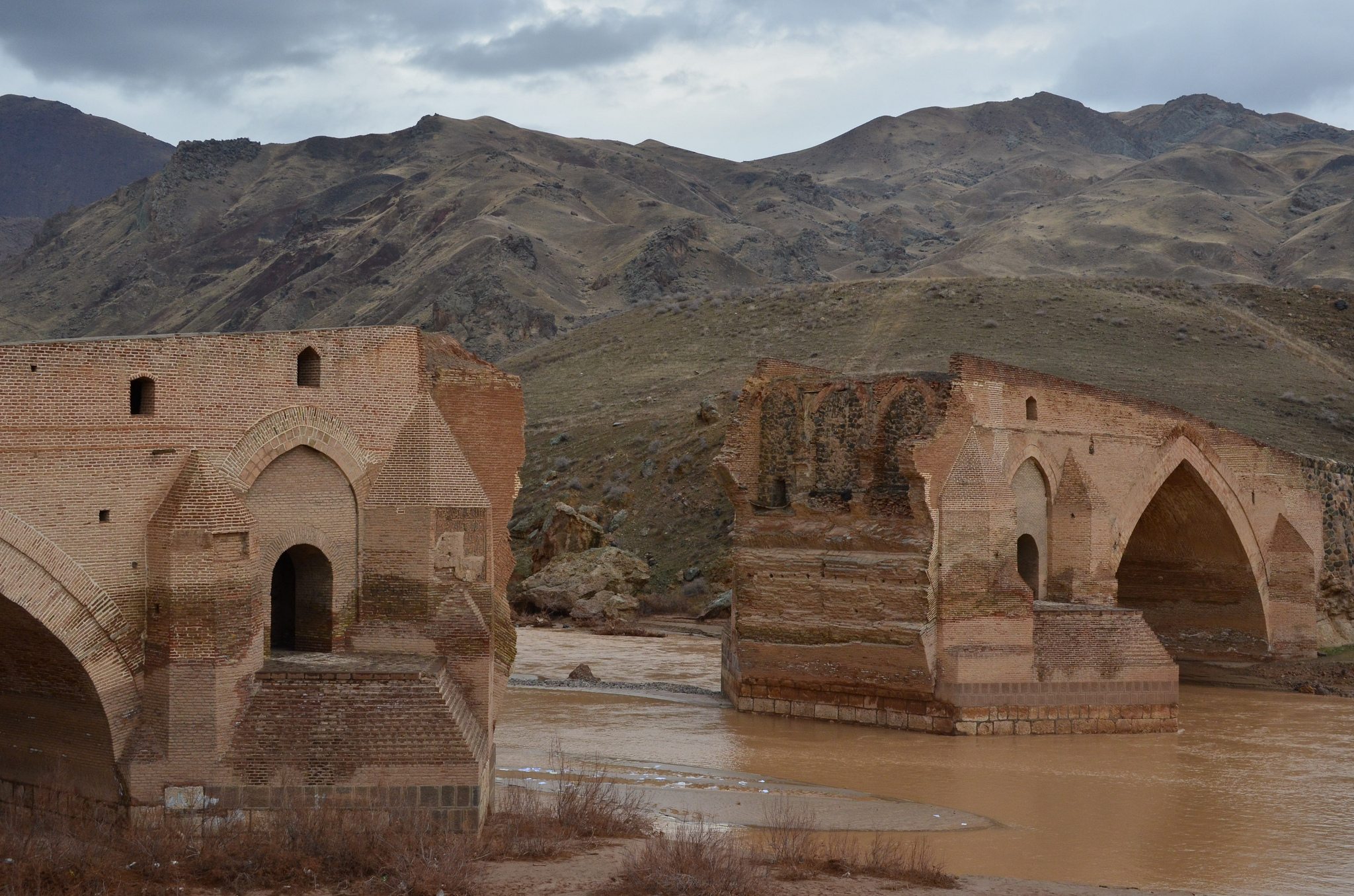
پل دختر میانه
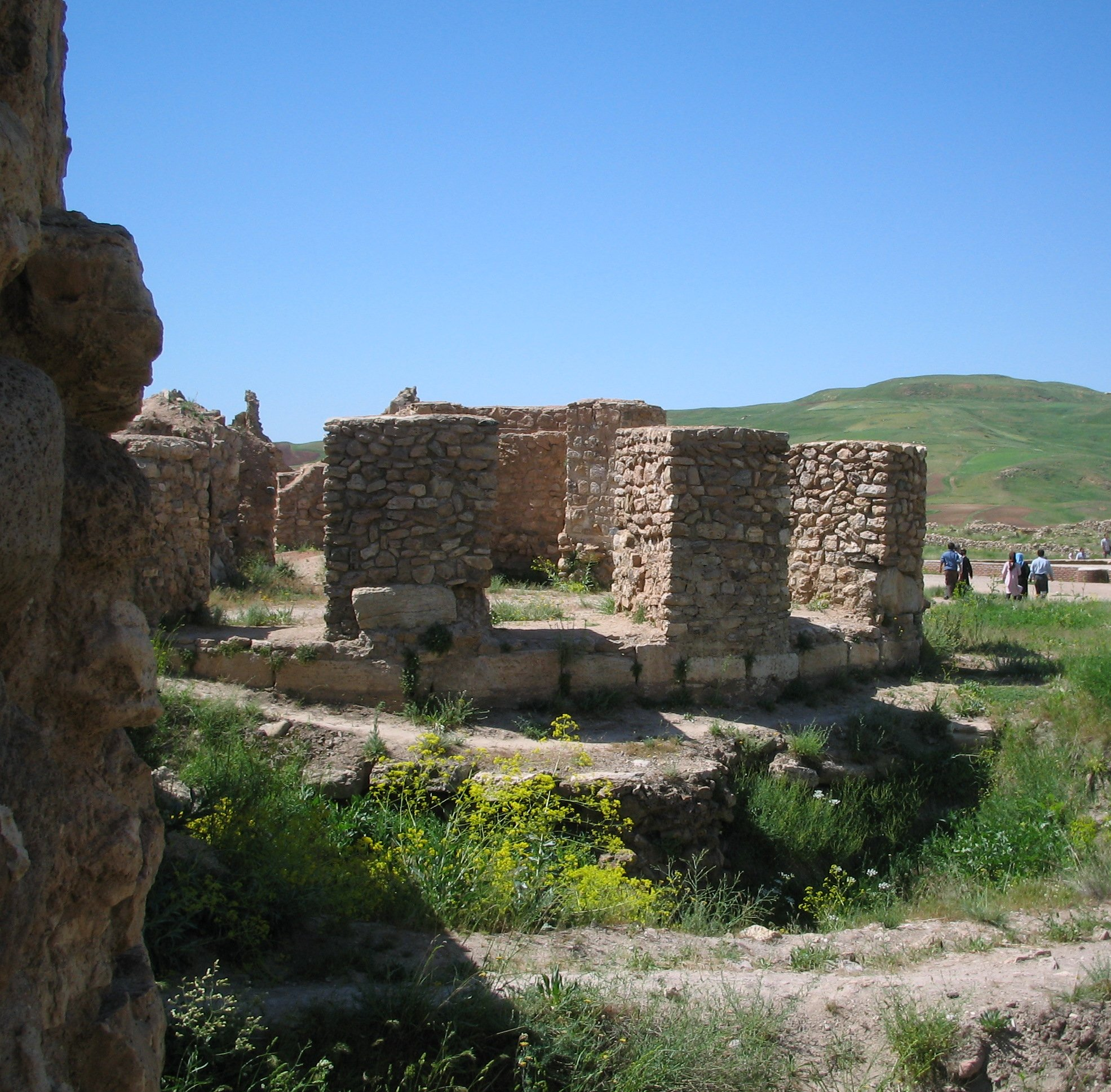
آتشکده آذرگشسب